# 尾部銃手

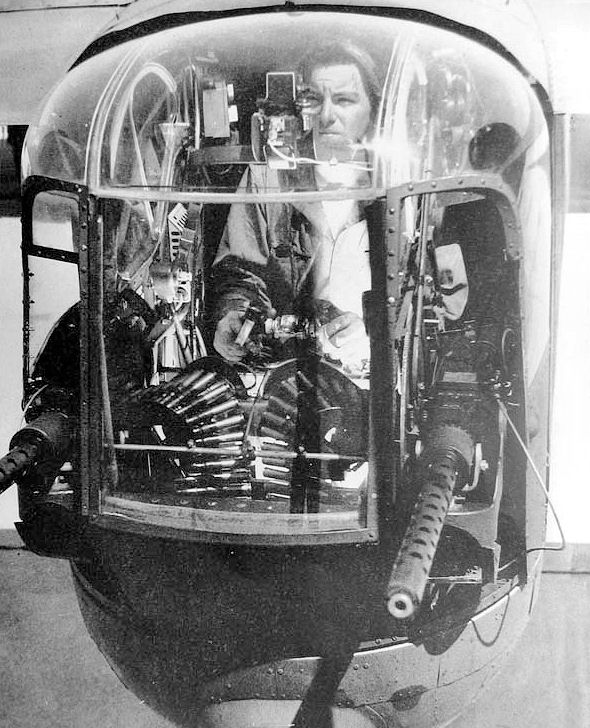
B-24の回転式尾部銃塔に搭乗する尾部銃手

尾部銃手（びぶじゅうしゅ、英語: Tail gunner）、または後部銃手（こうぶじゅうしゅ、英語: Rear gunner）は、機体後方からの攻撃に対し旋回機関銃や旋回機関砲をもって防御を行う銃手の役目を担う軍用機の乗員。
尾部銃手は後方視界を妨げない機体背面の銃架や機体尾部の銃塔（尾部銃塔、英語: Tail Gun Turret）を操作する。通常、尾部銃手という用語は後部銃手席にいる乗員のことを指すが、機種によっては尾部に搭乗区画がなく、別の位置から銃塔を遠隔操作する場合もある。
イギリス空軍では尾部銃手のことを「ドン尻チャーリー（英語: Tail-end Charlies）」と俗称していたが、その一方でライバルたるドイツ空軍でも「ヘックシュヴァイン（ドイツ語: Heckschwein：ドン尻の豚）」と、似たようなスラングで呼んでいた。

## 尾部銃手の役割
戦闘機が空中の航空機へ銃撃を仕掛ける場合、対向（ヘッドオン）や側方からでは、標的との相対速度が大きすぎて瞬時に射線外へ飛び去ってしまい、有効打を加えることが困難である。そのため敵機後方から追いすがり、相対速度を小さくして攻撃機会を得るのが襲撃の基本戦術となる。これが戦闘機同士なら相手の後方を取り合うドッグファイトになるが、機動性で劣る爆撃機などは容易に戦闘機に後方を取られてしまうため、尾部銃手が扱う後方への防御機銃が反撃の主軸を担った。
尾部銃手は後方寄りから襲撃をうかがう敵戦闘機の索敵の役割も大きく、特に夜間空襲時には重要であった。これらの爆撃機は密集編隊を組まず個々に飛行したため、攻撃してくる夜間戦闘機に対する最初の対応としてバレルロールのような大胆な回避行動をとらねばならず、防御用の発砲は二の次であった。一方、戦闘機側も対空弾幕が厚く配置された方向からのアプローチは避け、一旦敵後方で下降して得た速度で再上昇をかけるズーム機動により死角となりやすい腹側から攻めるという手段も使った。TBFアベンジャーなど、これに対応して下部後方に向けた第2の銃座を設けた機種もある。
尾部銃塔には銃手席から後方への射界を持つ銃塔を操作する固定式と、180度旋回可能な動力式銃塔の内部に尾部銃手が乗り込む回転式があった。例えばB-17やB-29といった第二次世界大戦中のアメリカ陸軍航空軍（USAAF）の重爆撃機は縦横方向へ約90度の射界を持つ固定式尾部銃塔を装備し、典型的な武装は、2丁のAN/M2重機関銃であった。一方、イギリス空軍のアブロ ランカスターやハンドレページ ハリファックスといった重爆撃機は回転式尾部銃塔を採用し、4丁のM1919機関銃を使用した。
単発レシプロ機のJu 87急降下爆撃機やSBD ドーントレス艦上爆撃機といった小型機の場合は防御に割ける積載リソースに限りがあり、専用の銃塔ではなく操縦士席後方に設けた機銃1門を後方防御に充てていた。通常、これを操作する後部銃手は通信士や航法士を兼任していた。

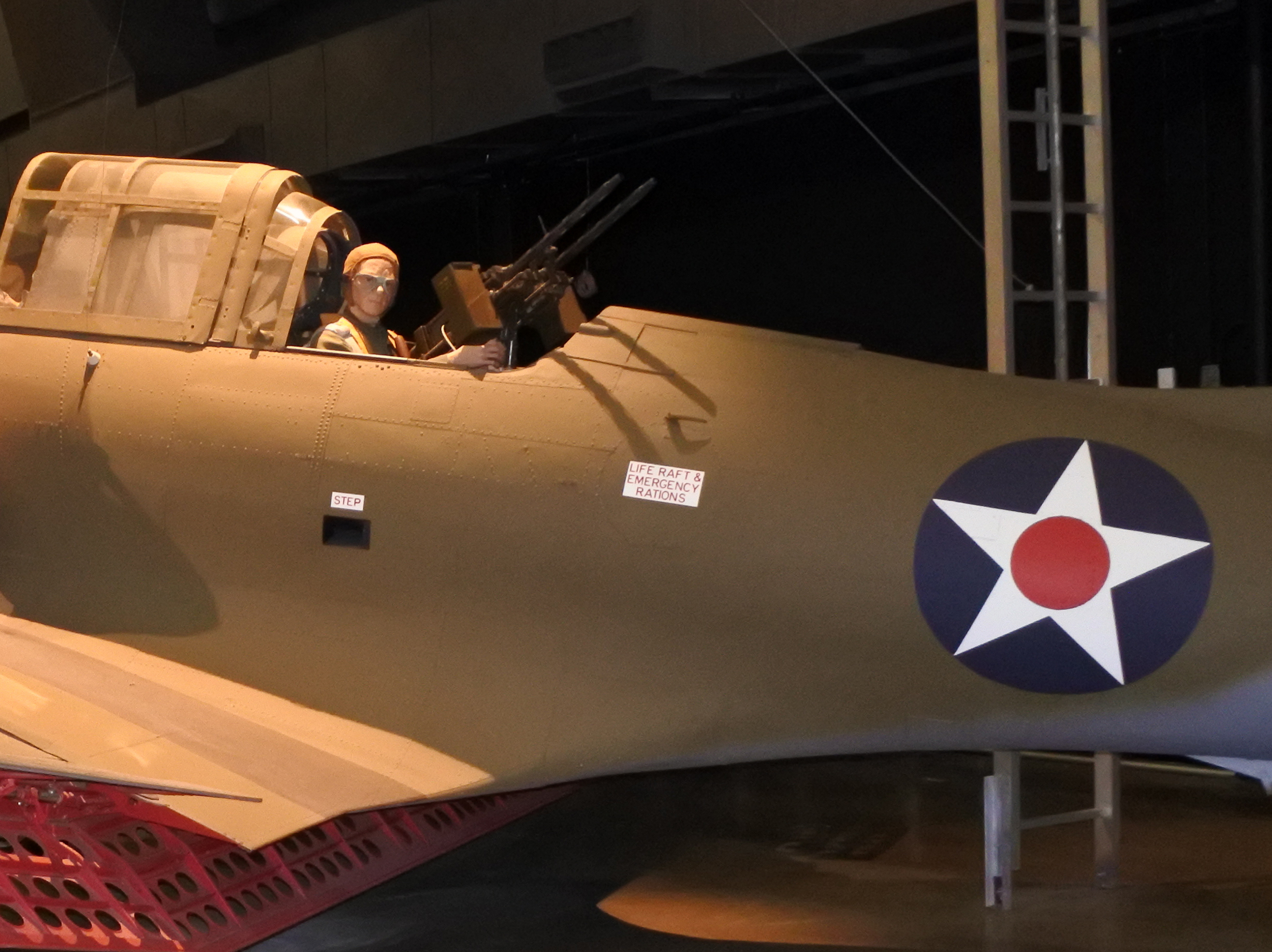
SBD ドーントレス（陸軍型A-24）の後部銃手席

尾部銃塔で戦闘機を撃墜することは困難であった。射撃の目的は戦闘機への牽制であり、装備する機銃も軽量で取り回しの速さや門数・装弾数を優先し、同時期の戦闘機より威力の劣る7.7 mmや12.7 mmといった小口径銃でよしとした機種も少なくない。第二次大戦後はレーダー連動の射撃管制装置を導入するなど性能向上が図られたものの、爆撃機に対する脅威が銃撃から空対空ミサイル・地対空ミサイルに移行すると、尾部銃塔の射撃ではもはや命中も期待できず、ミサイル相手では牽制効果も持ちえないことから、効力を喪失した防御機銃は縮減に向かった。

## 尾部銃手による最後の撃墜

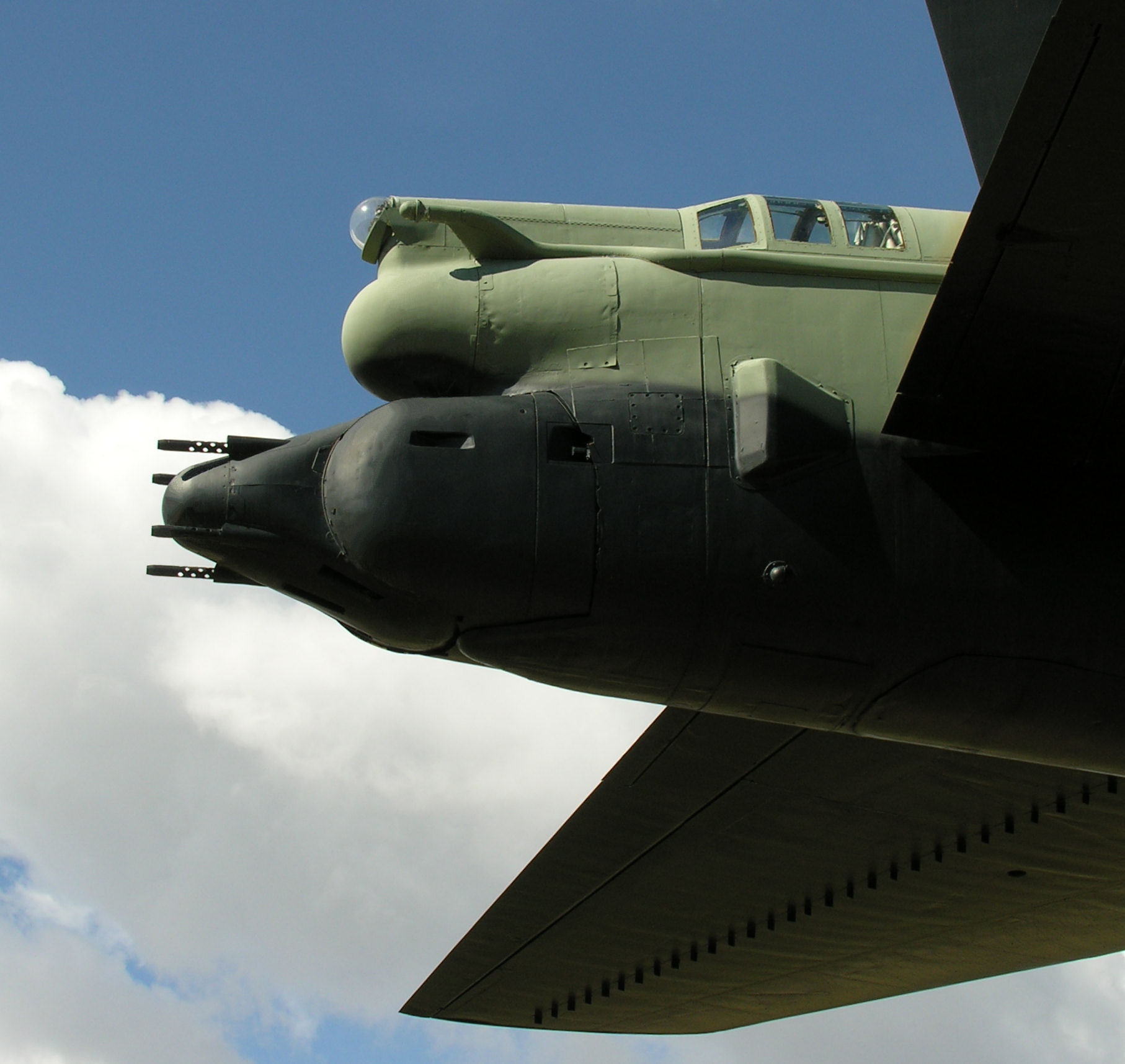
B-52D（同型機）の尾部銃塔

ベトナム戦争でB-52Dの尾部銃塔がMiG-21戦闘機を二度撃墜した事例が、尾部銃手の操作によって敵機を撃墜した最後の記録とされている。
1972年12月18日、ラインバッカーII作戦に投入されたアメリカ空軍戦略航空軍団のB-52が北ベトナムに対して空爆を実施していた。B-52が目標に接近すると地対空ミサイルが発射されB-52の周りで炸裂し始めた。作戦参加機の一機であるB-52D（機体番号：56-0676、コールサイン：「ブラウン・スリー (Brown 3)」）は投弾完了後、北ベトナム空軍の戦闘機が迎撃に上がったという警告を受け、旋回して引き返し始めた。帰投中、同機の尾部銃手であったサミュエル・O・ターナー軍曹 (Samuel O. Turner) は、急速に接近してくるMiG-21を捕捉。射程に入ると4連装のAN/M2重機関銃の一連射で敵機を撃墜した。これはB-52の尾部銃座による初の敵機撃墜であり、ターナーはその戦果からシルバースターが授与された。ブラウン・スリーはワシントン州・スポケーンのフェアチャイルド空軍基地に展示されている。
2度目かつ史上最後の尾部銃手による撃墜となったのが同年12月24日に発生した戦闘で、先述の作戦と同じ爆撃攻勢でタイグエンにある列車集積所を攻撃していた一機のB-52D（機体番号：55-0083、コールサイン：「ダイアモンド・リル (Diamond Lil)」）が北ベトナム空軍のMiG-21に迎撃された。同機の尾部銃手アルバート・E・ムーア一等兵 (Albert E. Moore) は4,000ヤードの距離でMiG-21を捕捉。レーダー照準で撃墜した。ダイアモンド・リルはコロラド州のアメリカ空軍士官学校に展示されている。

## 尾部銃塔・後部銃座を持つ機種の代表例
ここに挙げた航空機のほかにも様々な尾部銃塔・後部銃座を持つ機種がある。

### ドイツ
Do 17やHe 111、Ju 88といったドイツ空軍爆撃機の後方用の防御武装は、たいてい乗員区画の後ろか胴体途中の背面にある銃架であった。これは、胴体上面をカバーするには十分であったが、胴体下面に対応するためには胴体下面に銃塔を追加する必要があった。
- Fw 189 - 偵察機
- Fw 191 - 試作爆撃機
- He 111 - 爆撃機
- He 177 - 爆撃機
- Ju 87 - 爆撃機
- Ju 88 - 爆撃機
- Ju 188 - 爆撃機
- Ju 290 - 長距離哨戒 / 輸送機

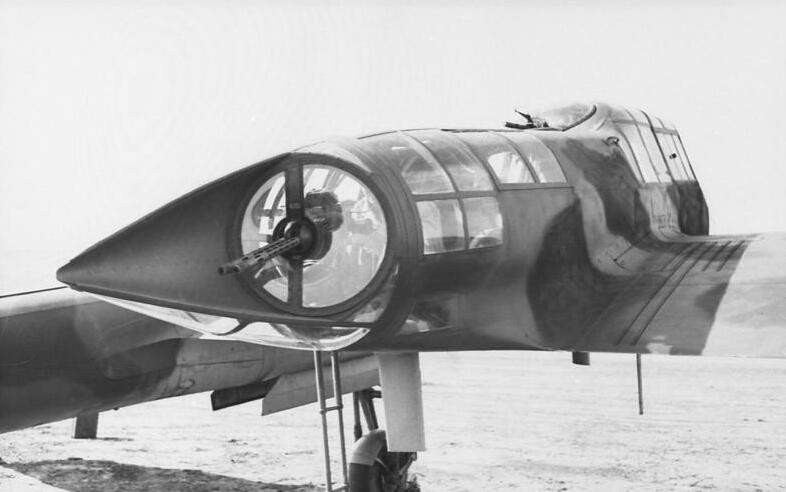
Fw 189の尾部銃座
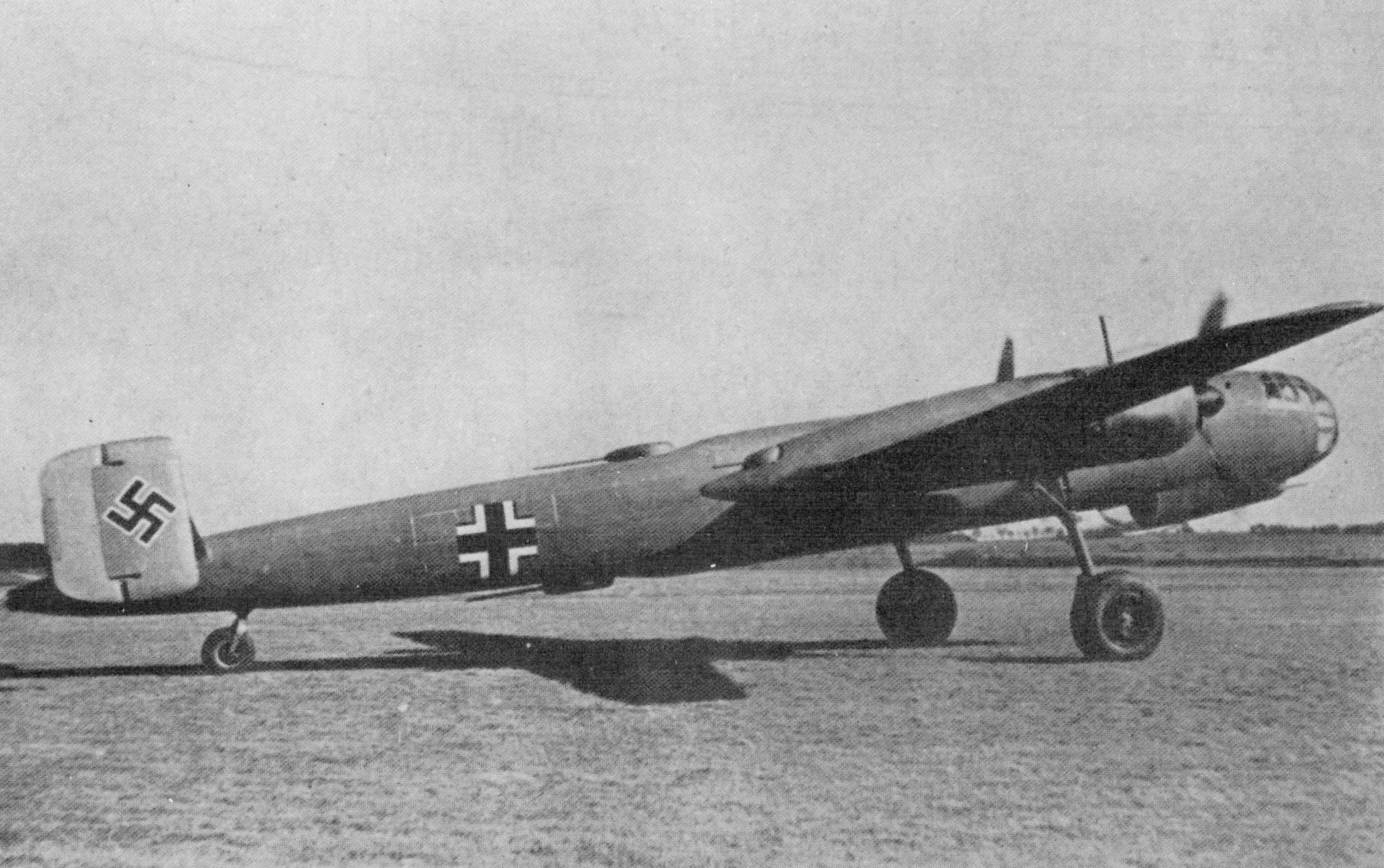
Fw 191の銃塔は、全て機体前部の搭乗員区画からの遠隔操作が可能
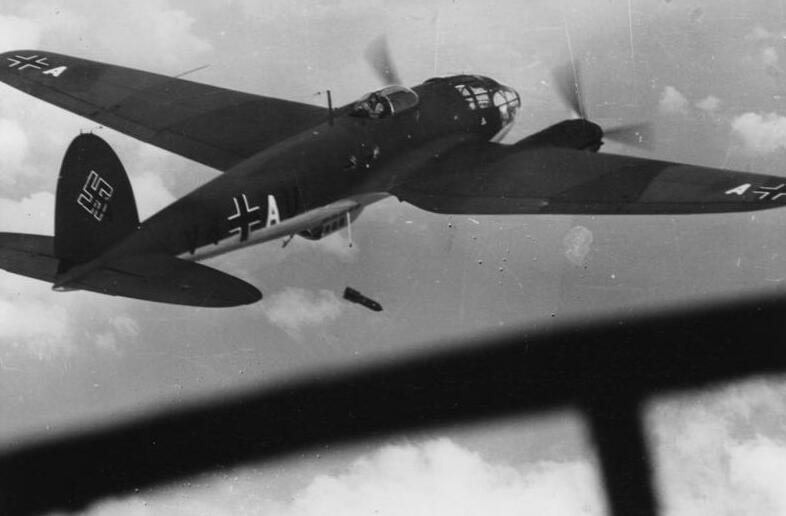
He 111の後部銃座
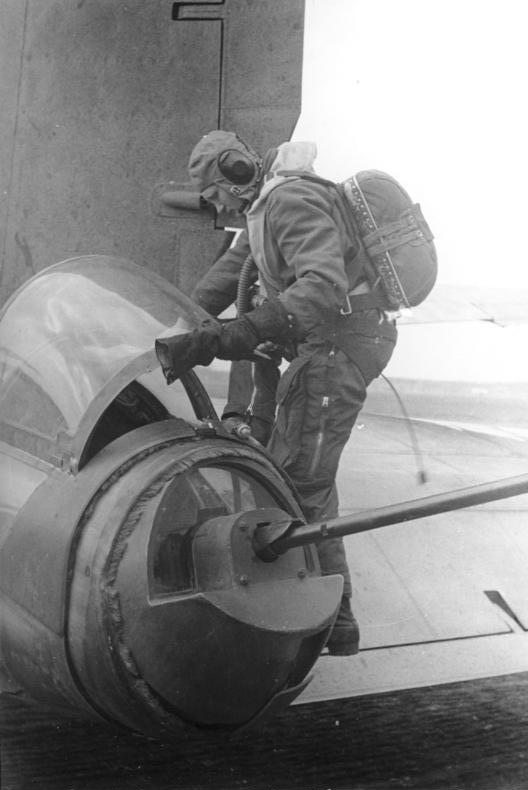
He 177に乗り込む尾部銃手と尾部銃座
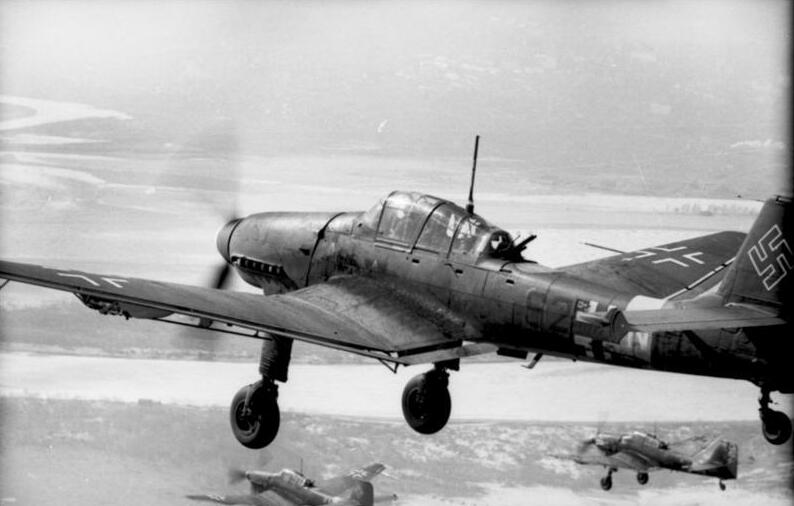
Ju 87の後部銃座
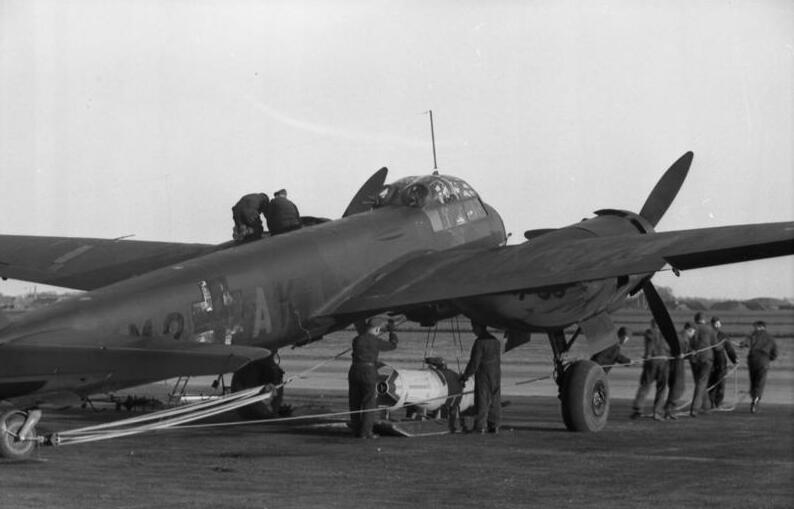
Ju 88 A-4の乗員区画上部に見える後部銃座の膨らみ
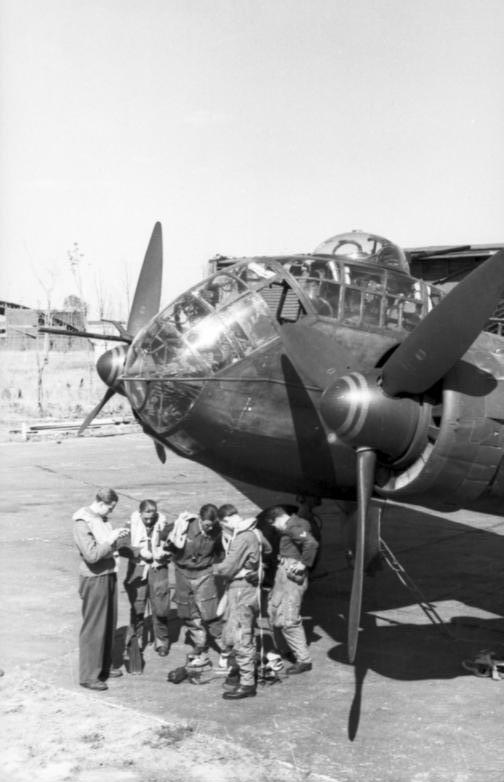
Ju 188の搭乗員区画上部の回転銃座
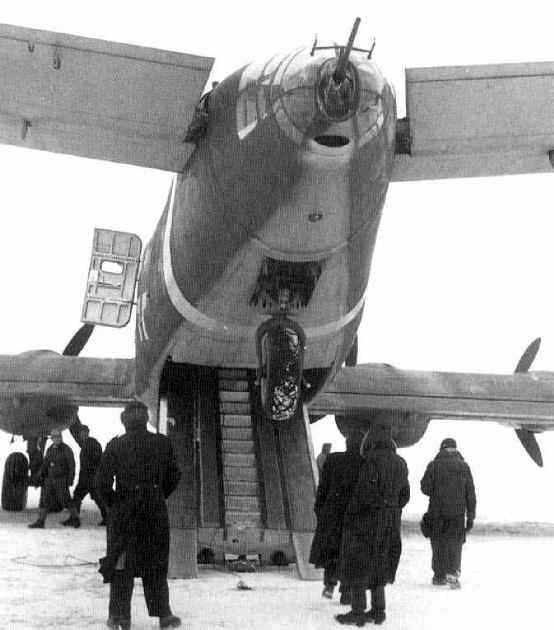
Ju 290の尾部銃座

### イギリス
- ハンドレページ V/1500 - 重爆撃機

尾部末端のスカーフ・リングに2丁のルイス軽機関銃を装備。
第二次世界大戦中のイギリス空軍の爆撃機は、通常、M1919機関銃を装備したナッシュ・アンド・トムソン社製の油圧式かボールトンポール社製の電気油圧式の尾部銃塔を備えていた。
- アームストロング・ホイットワース ホイットレイ - 中型爆撃機

当初は単装のルイス軽機関銃を装備した手動操作式の尾部銃塔を備えていたが、後に2または4連装のナッシュ・アンド・トムソン銃塔を取り付けられるようになった。
- ショート サンダーランド - 洋上 / 対潜哨戒飛行艇

4連装ナッシュ・アンド・トムソン尾部銃塔を搭載。
- ハンドレページ ハリファックス - 重爆撃機

4連装ボールトンポール銃塔を搭載。
- アブロ ランカスター - 重爆撃機

4連装ナッシュ・アンド・トムソン尾部銃塔を搭載。第二次大戦末期には「ヴィレッジ・イン」（Village Inn）自動レーダー照準銃塔を装備した機体もあった。
- ビッカース ウィンザー - 試作重爆撃機

尾部銃手の位置からエンジンナセル後方のバーベットに搭載したイスパノ 20mm機関砲を遠隔操作できる。
- ビッカース ウェリントン - 中型爆撃機

2連装M1919機関銃を装備した尾部銃塔を搭載。

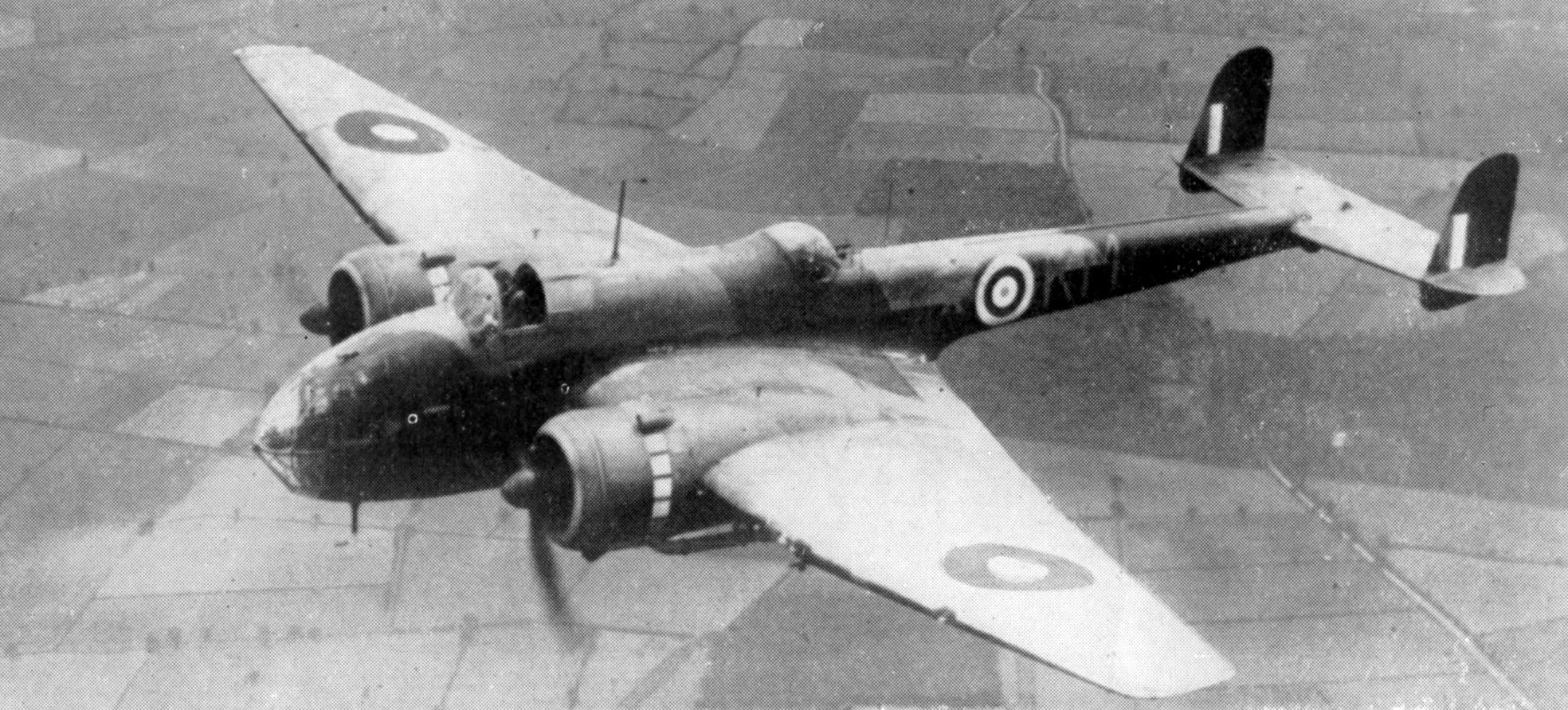
ハンドレページ ハンプデンの後部銃座
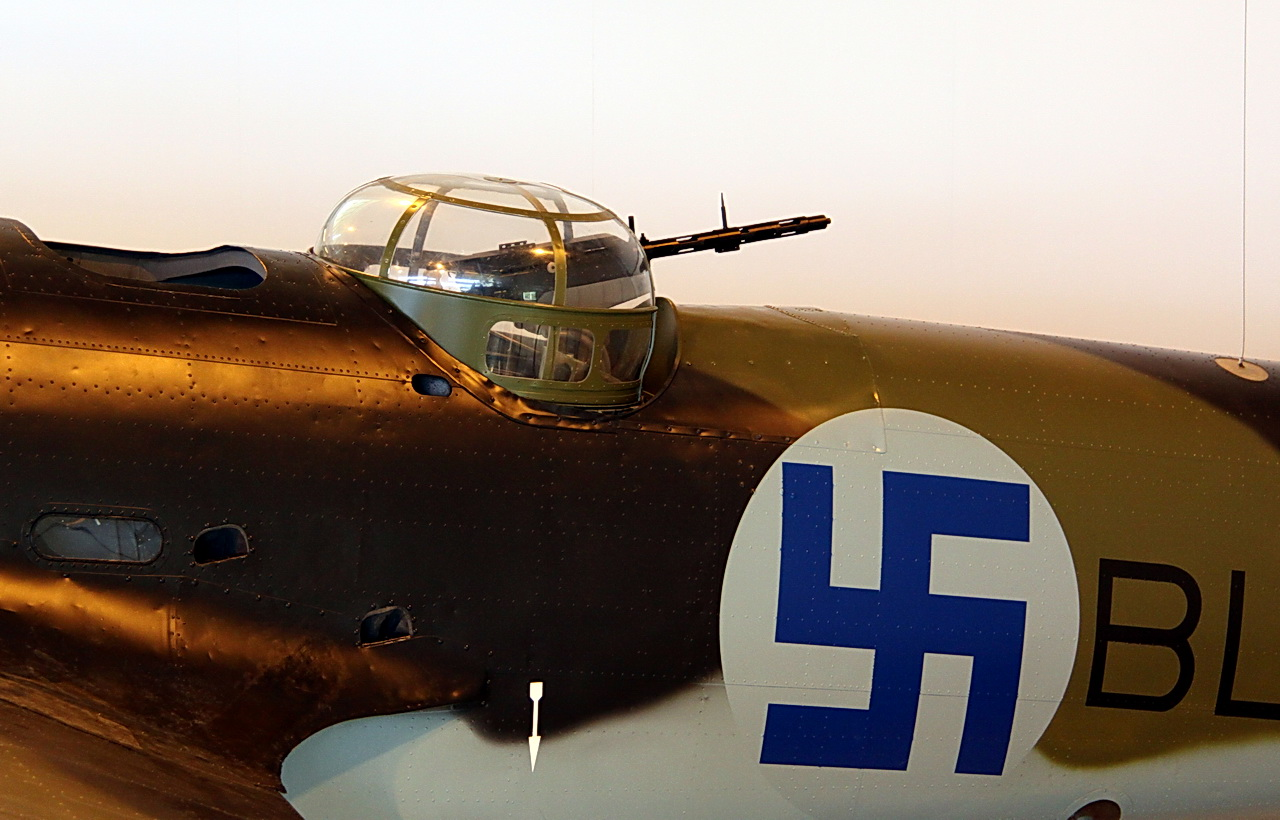
ブリストル ブレニムの後部銃座
M1919機関銃を搭載中のホイットレイの尾部銃座
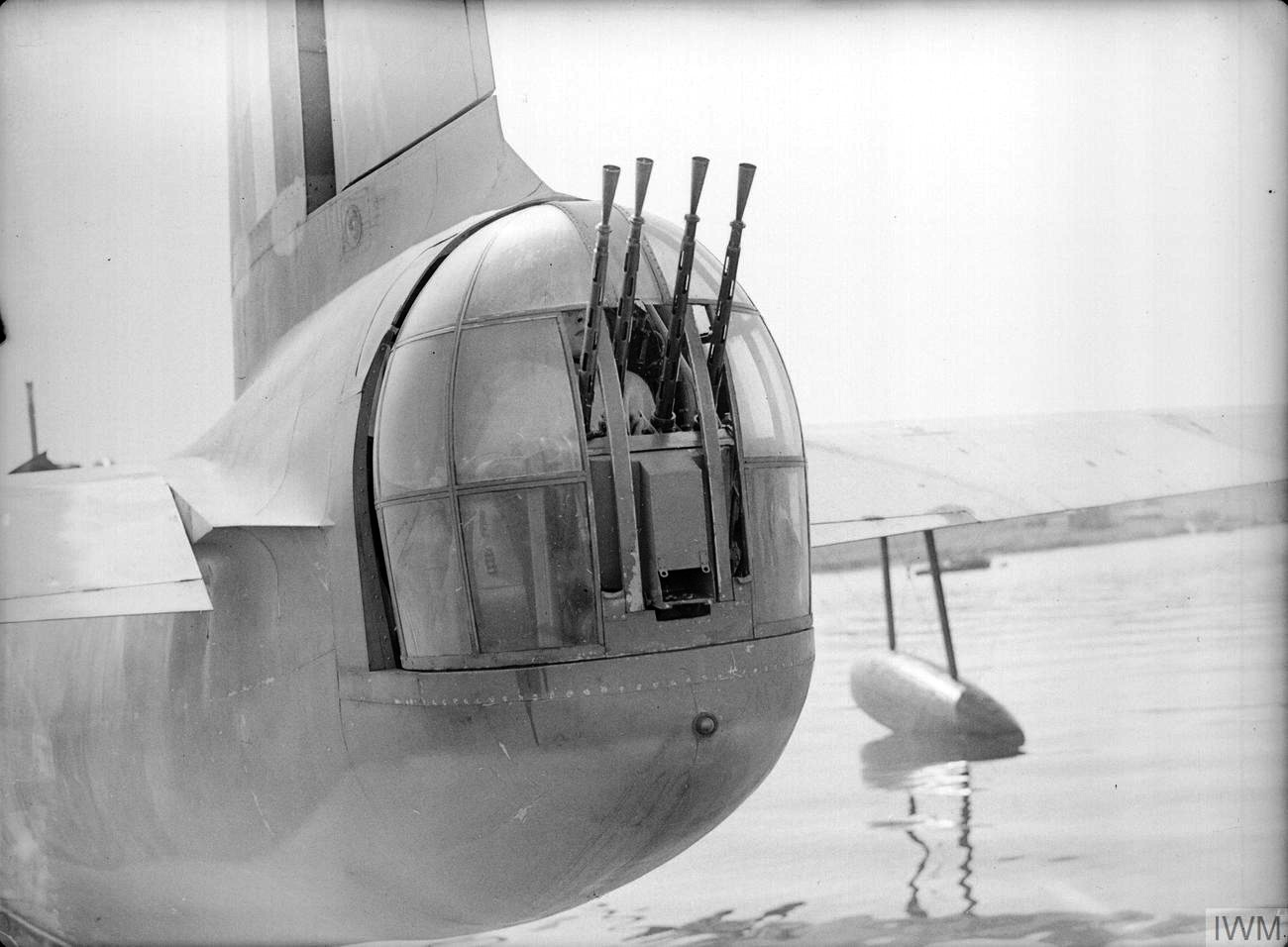
サンダーランドの尾部銃塔
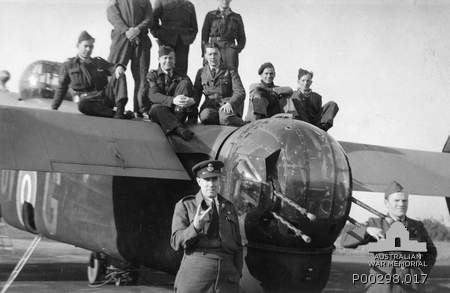
ハリファックスの尾部銃塔
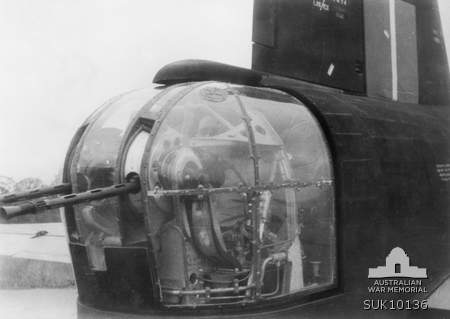
ウェリントンの尾部銃塔
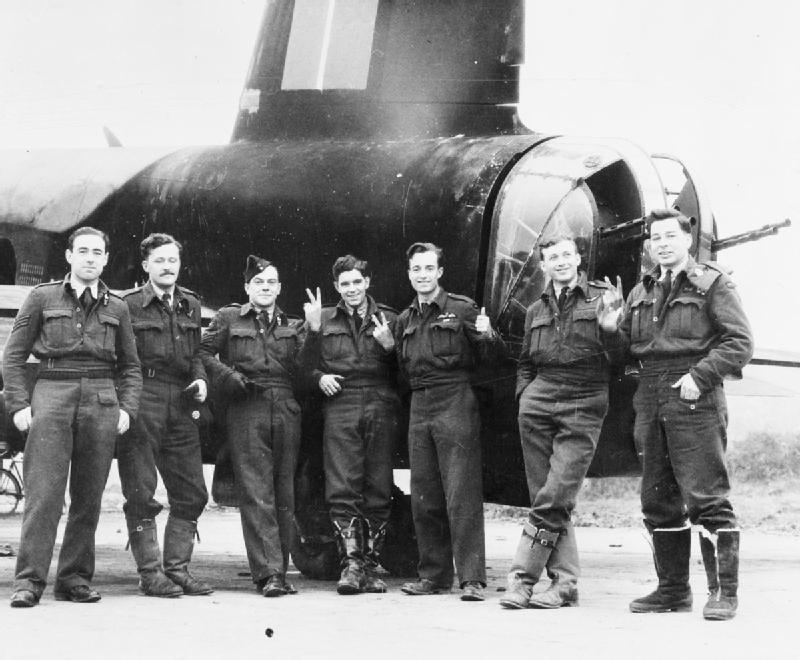
ショート スターリングの尾部銃塔
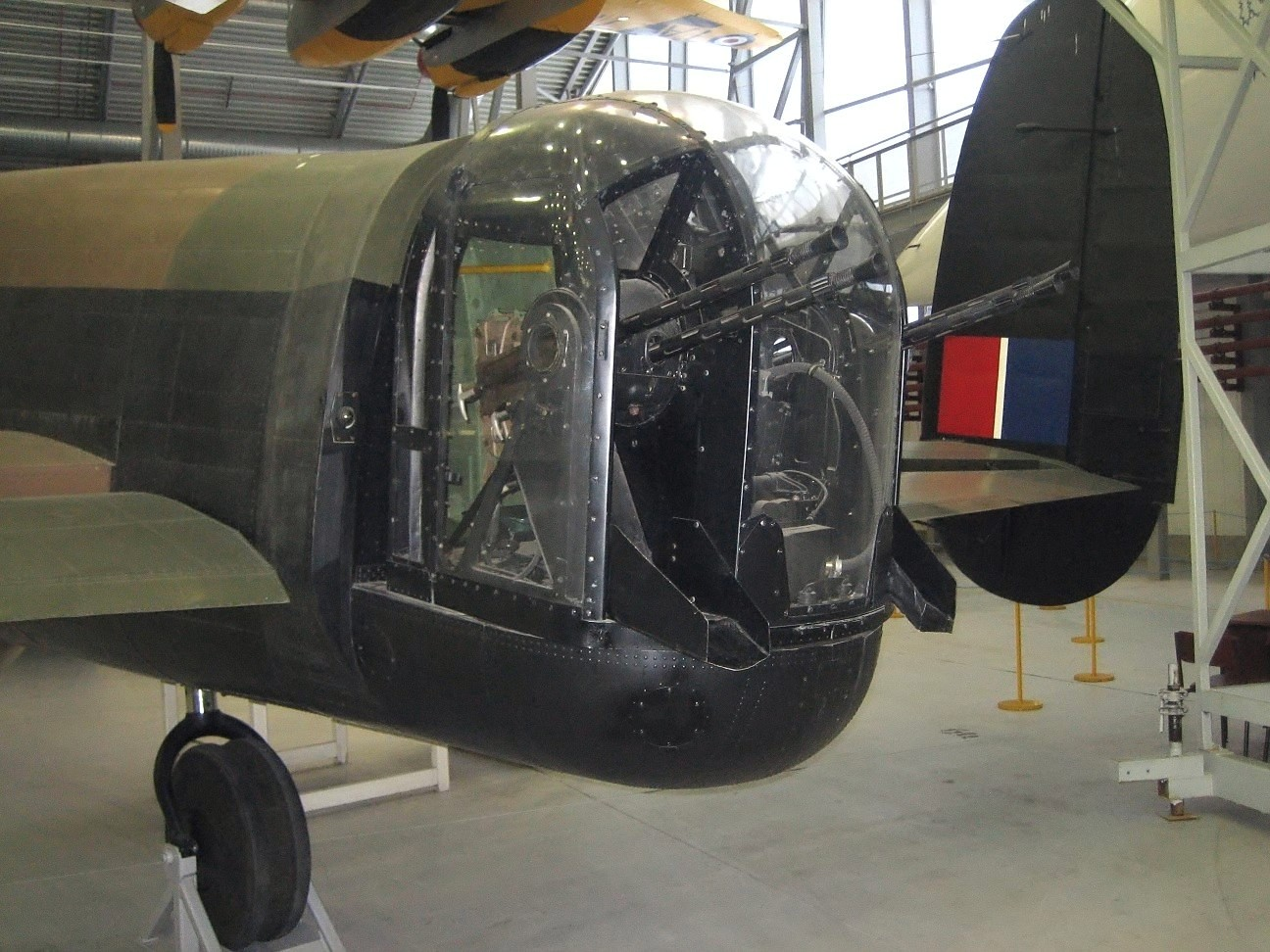
アブロ ランカスターの尾部銃塔（ダックスフォード帝国戦争博物館）

### アメリカ
- B-23 ドラゴン - 中型爆撃機

アメリカの爆撃機として尾部銃座を初装備。12.7mm機関銃1門。
- B-24 リベレーター - 重爆撃機

回転式尾部銃塔を搭載。12.7mm機関銃2門。
- B-25 ミッチェル - 中型爆撃機

固定式尾部銃塔を搭載。12.7mm機関銃2門。
- B-26 マローダー - 爆撃機

固定式尾部銃塔を搭載。12.7mm機関銃2門。
- B-17 フライングフォートレス - 重爆撃機

E型以降に固定式尾部銃塔を装備。G型で形状を変更。12.7mm機関銃2門。
- B-29 スーパーフォートレス - 重爆撃機

固定式尾部銃塔を搭載。当初は12.7 mm機関銃2門と20 mm機関砲1門の混載だったが、弾道特性や有効射程が異なる20 mm機関砲は撤去されたり12.7 mm機関銃に交換された機体が多い。
- B-36 - 重爆撃機

固定式尾部銃塔（銃手席なし）を搭載。20 mm機関砲2門。
- B-47 ストラトジェット - 重爆撃機

固定式尾部銃塔（銃手席なし）を搭載。尾部銃塔以外に防御武装なし。B-47Bは12.7 mm機関銃2門、B-47Eは20 mm機関砲2門。
- B-52 ストラトフォートレス - 重爆撃機

固定式尾部銃塔を搭載。尾部銃塔以外に防御武装なし。初期のみ20 mm機関砲2門でB-52Cより12.7mm機関銃4門、B-52Hは20 mmガトリング砲1門（1991年以降撤去）。B-52Eまで銃手席あり。B-52G以降は撤廃され機首の乗員区画から遠隔操作。
- B-58 ハスラー - 爆撃機

固定式尾部銃塔（銃手席なし）を搭載。尾部銃塔以外に防御武装なし。20 mmガトリング砲1門。
- PBM マリナー - 哨戒 / 海上救難 / 輸送機

回転式尾部銃塔を搭載。12.7 mm機関銃2門。
- TBD デヴァステイター - 艦載雷撃機

コックピット後部に旋回式銃座を装備。7.62 mm機関銃1門。
- TBF アヴェンジャー - 艦載雷撃機

回転式尾部銃塔と胴体下面銃座を装備。12.7 mm機関銃1門（尾部銃塔）、7.62 mm機関銃1門（下面銃座）。

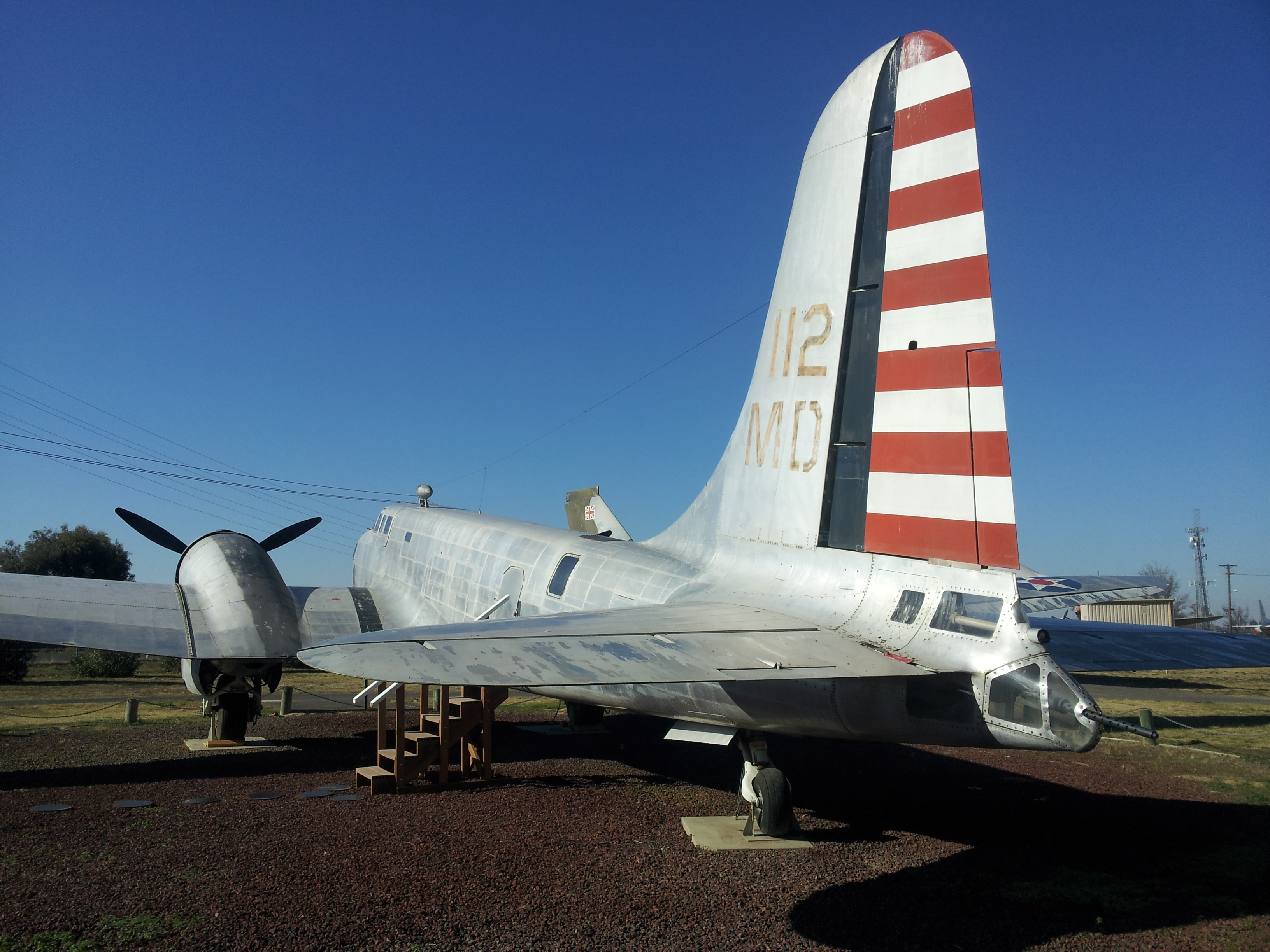
B-23の尾部銃座
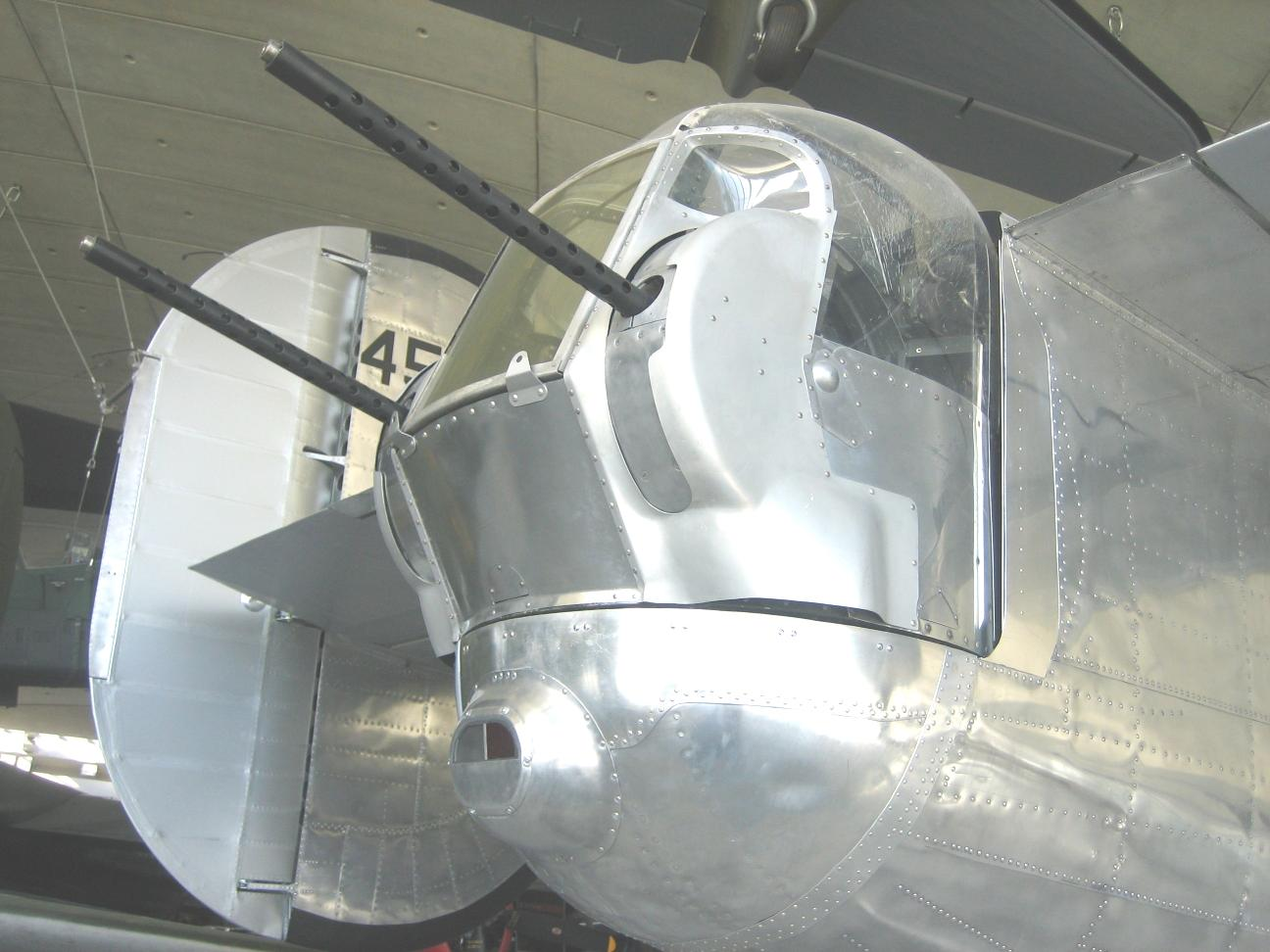
B-24の尾部銃塔
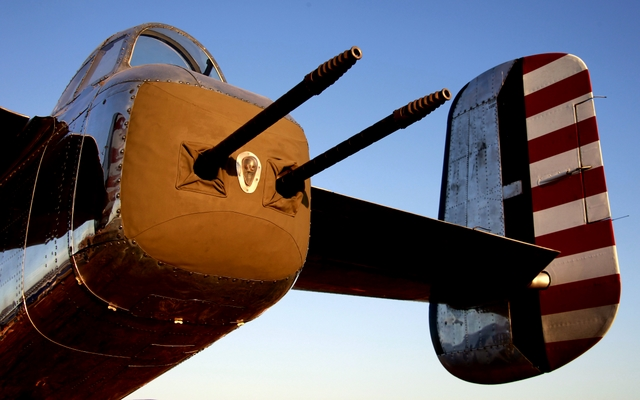
B-25の尾部銃塔
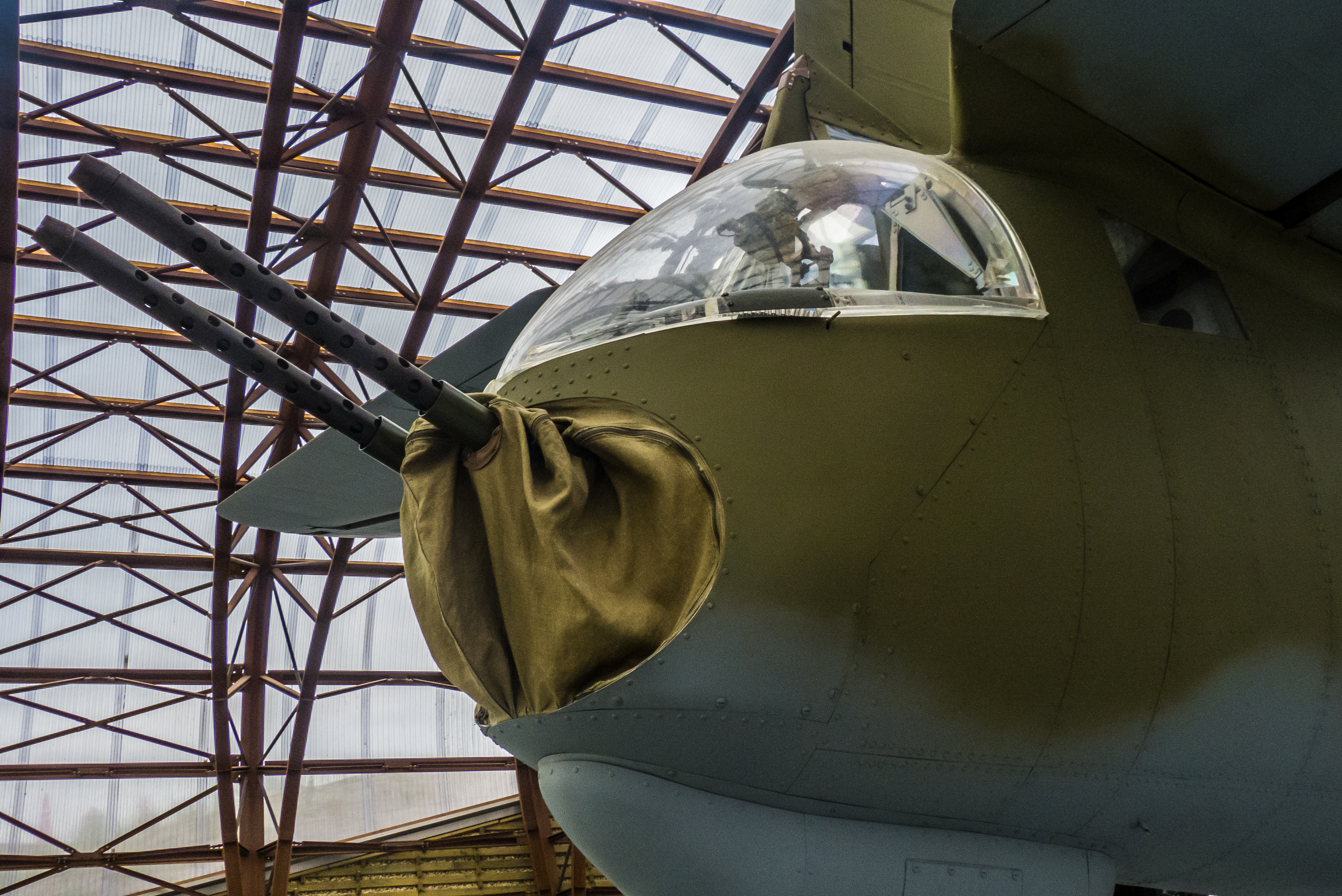
B-26の尾部銃塔
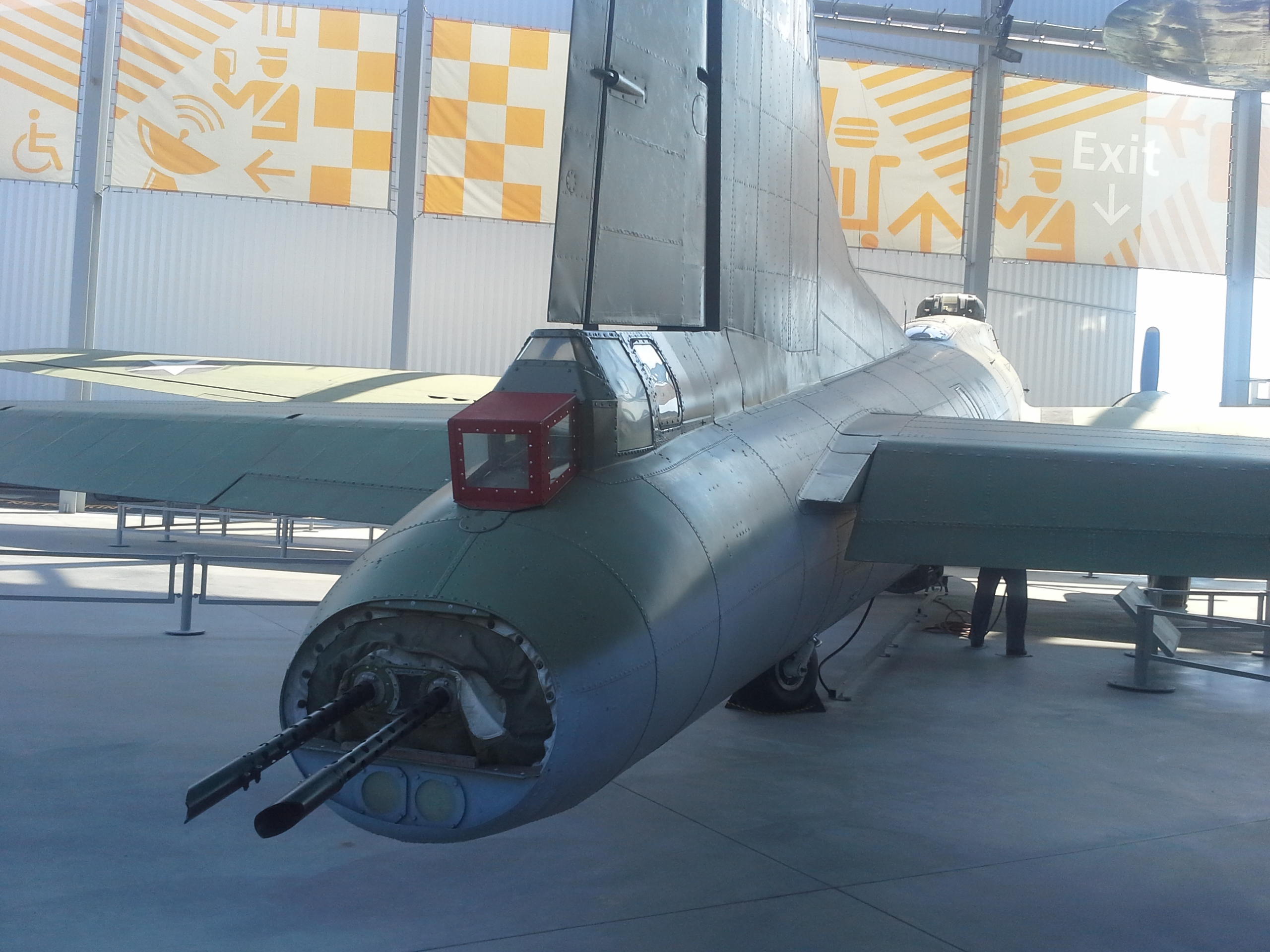
B-17Fの尾部銃塔
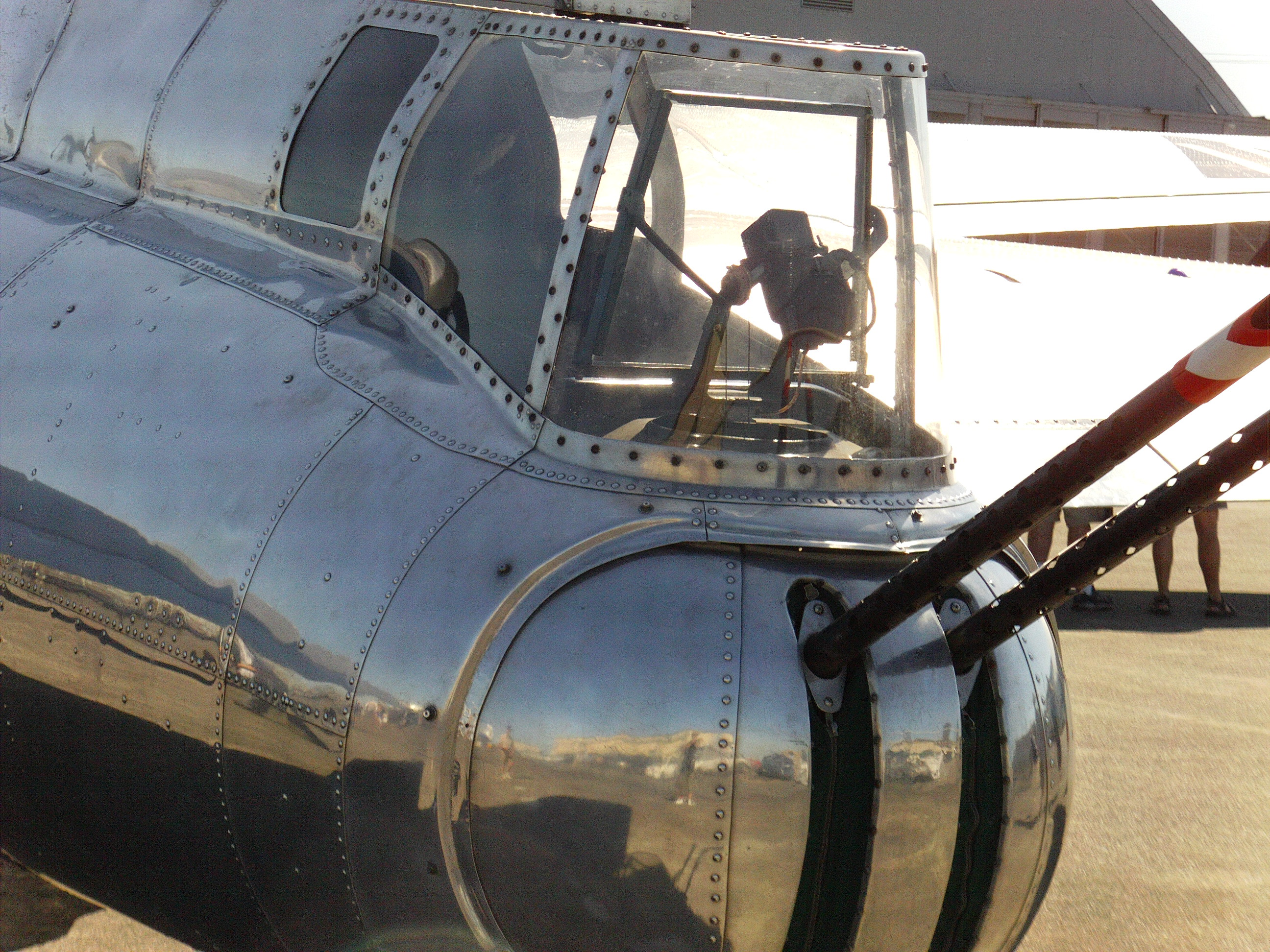
B-17Gの尾部銃塔
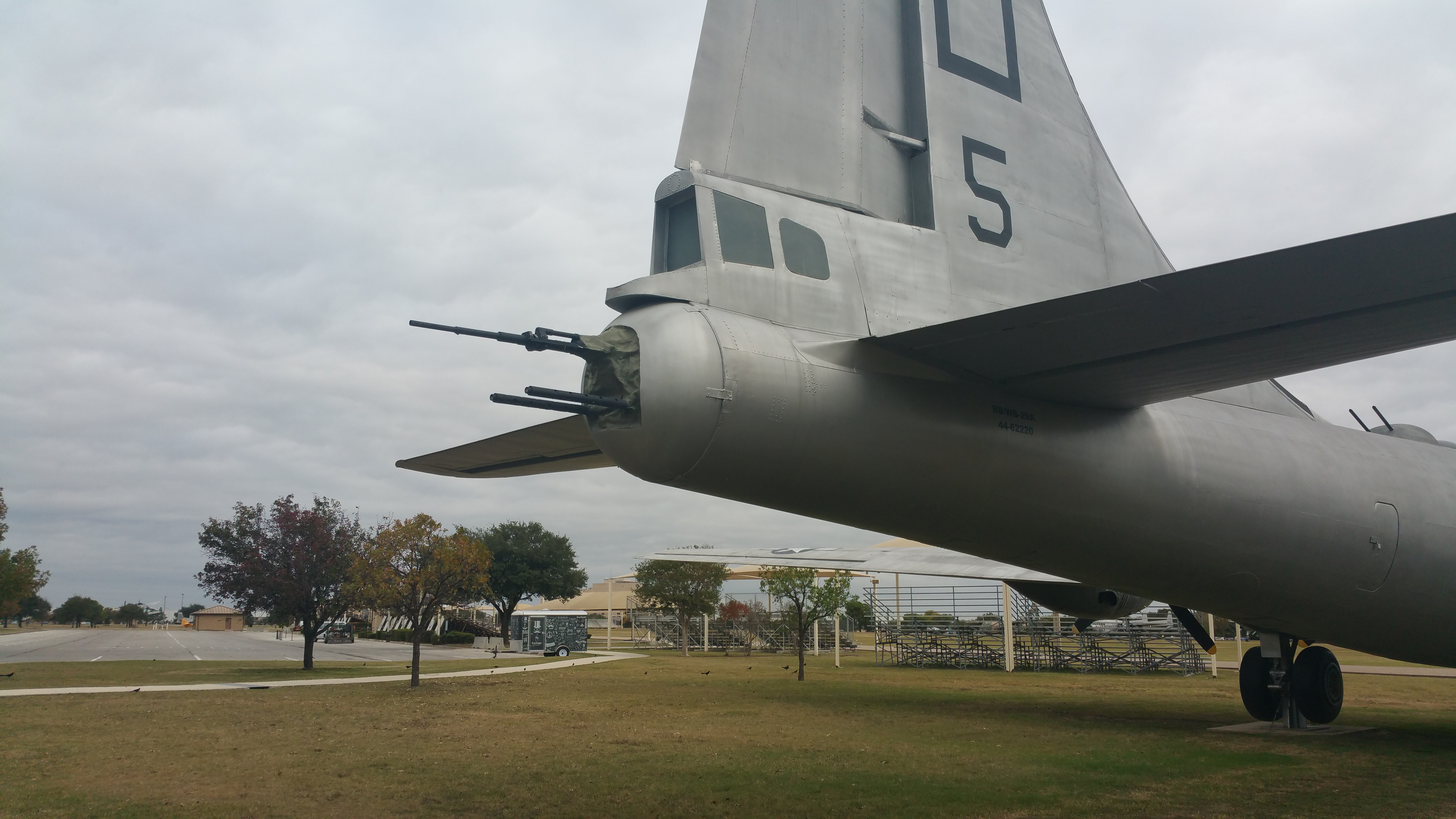
B-29の尾部銃塔（初期の混載装備）
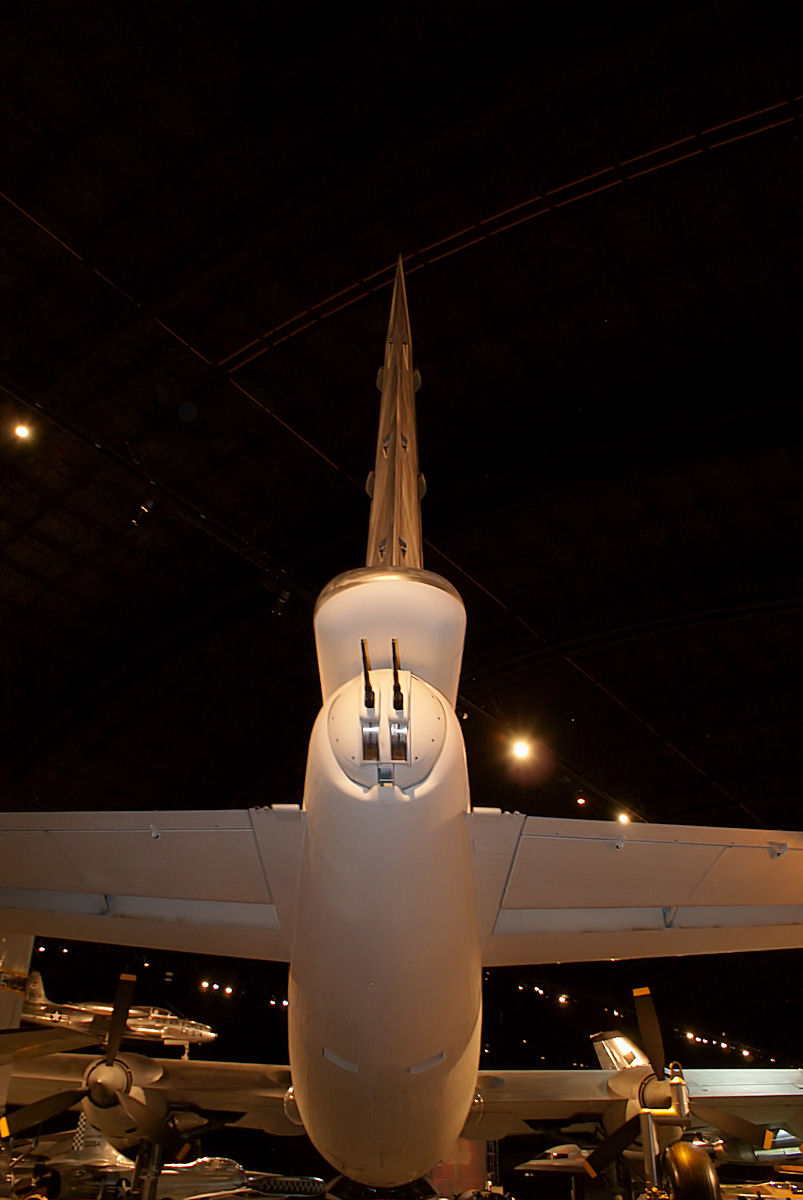
B-36の尾部銃塔
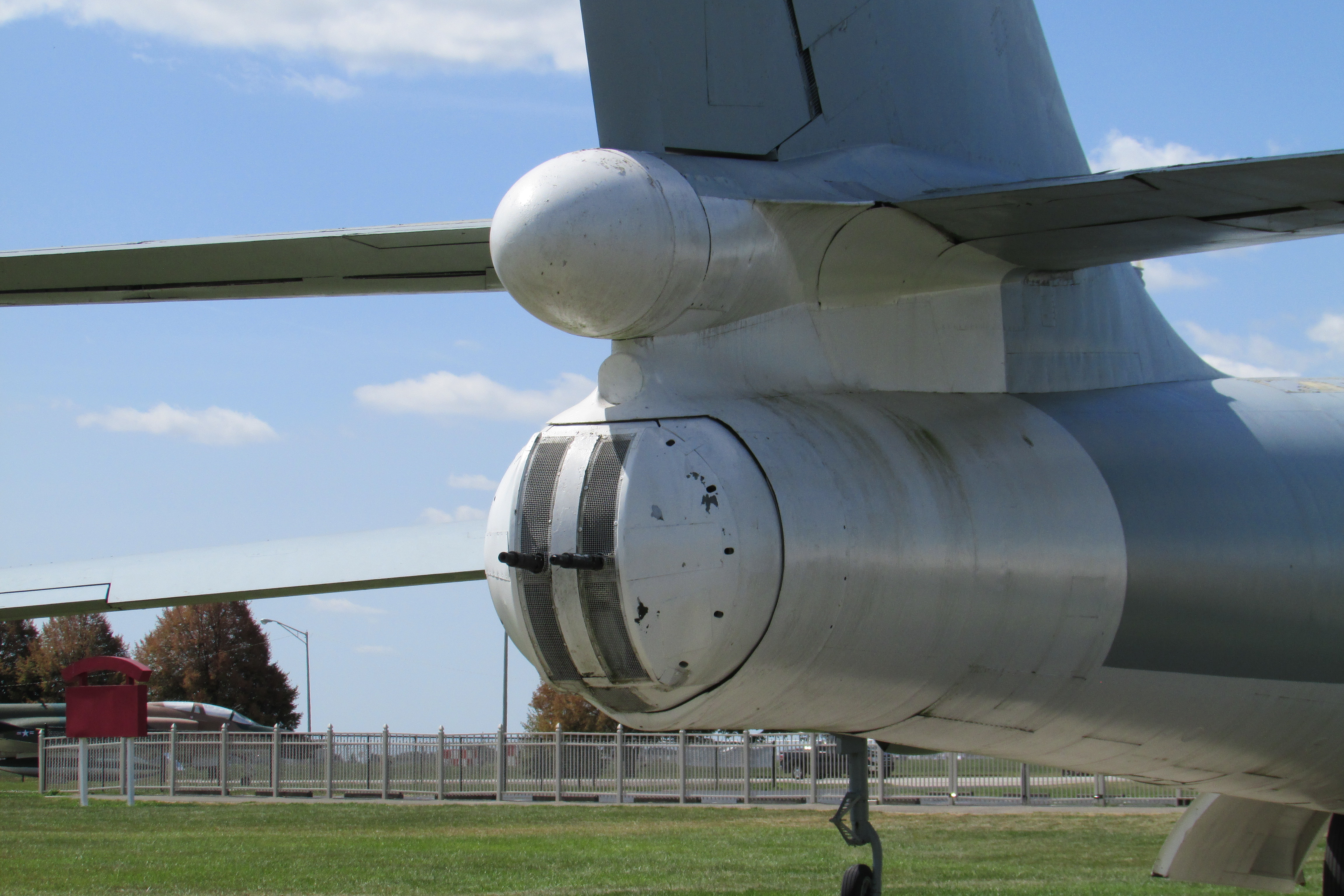
B-47Bの尾部銃塔
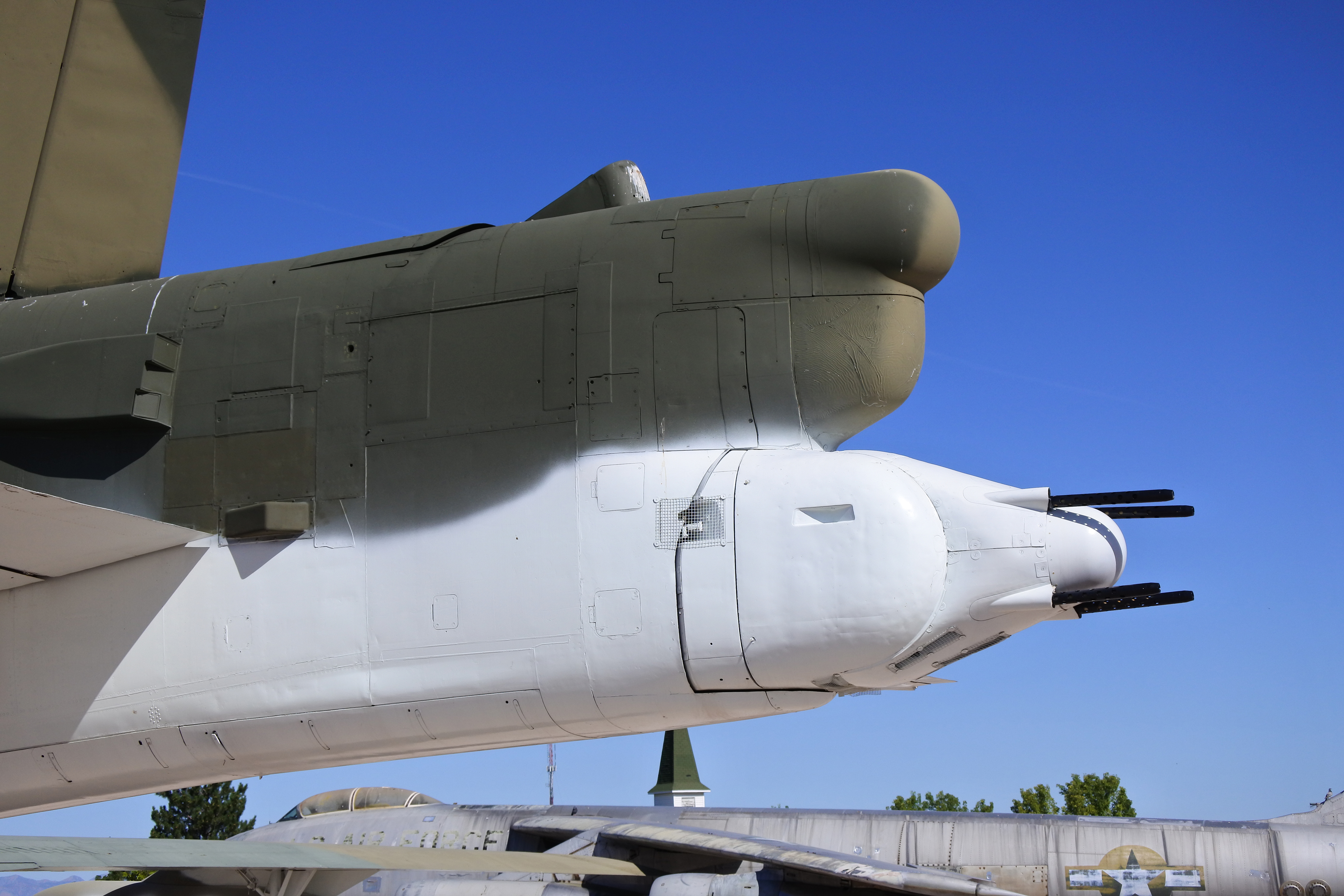
B-52Gの尾部銃塔（銃手席廃止後）
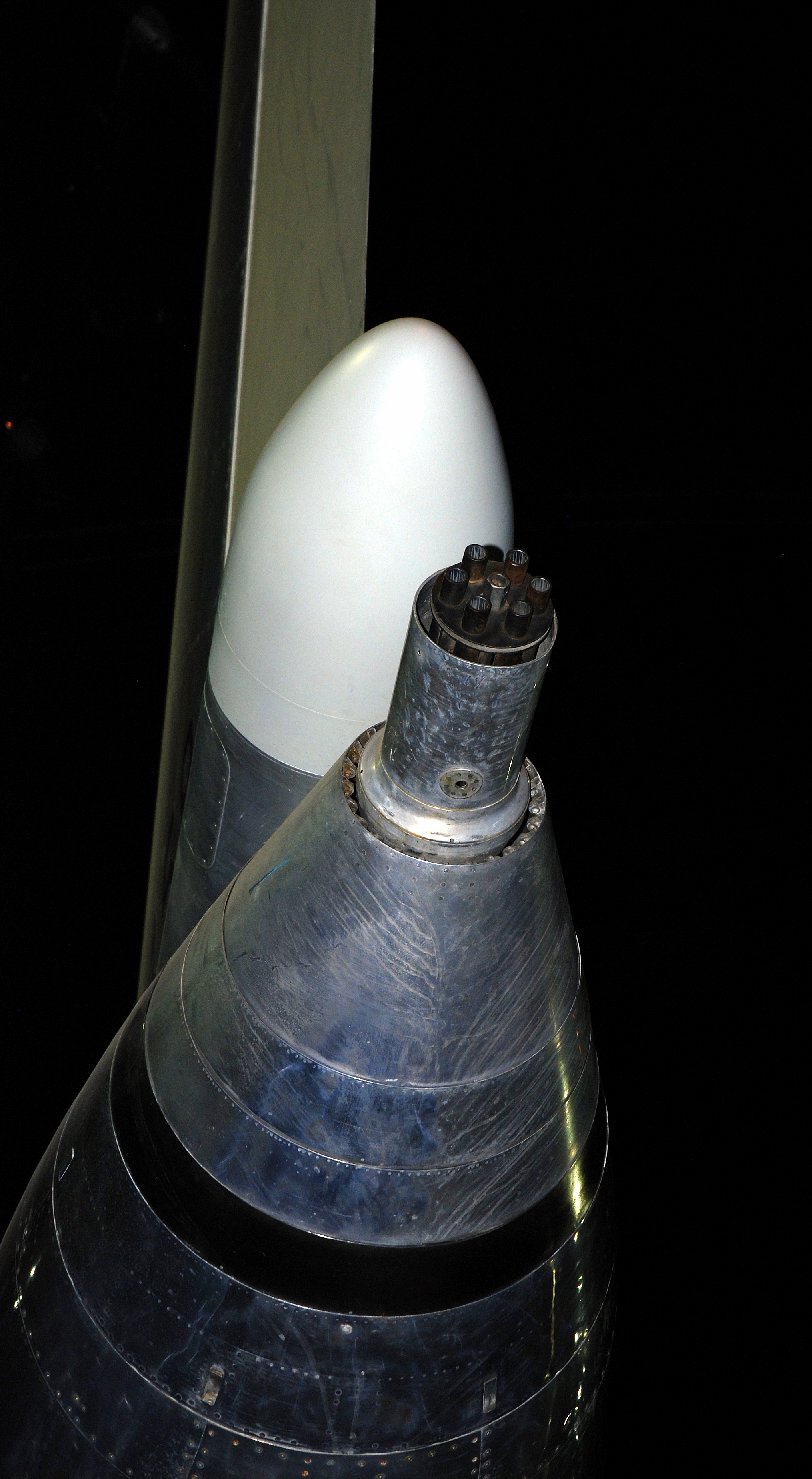
B-58の尾部銃塔
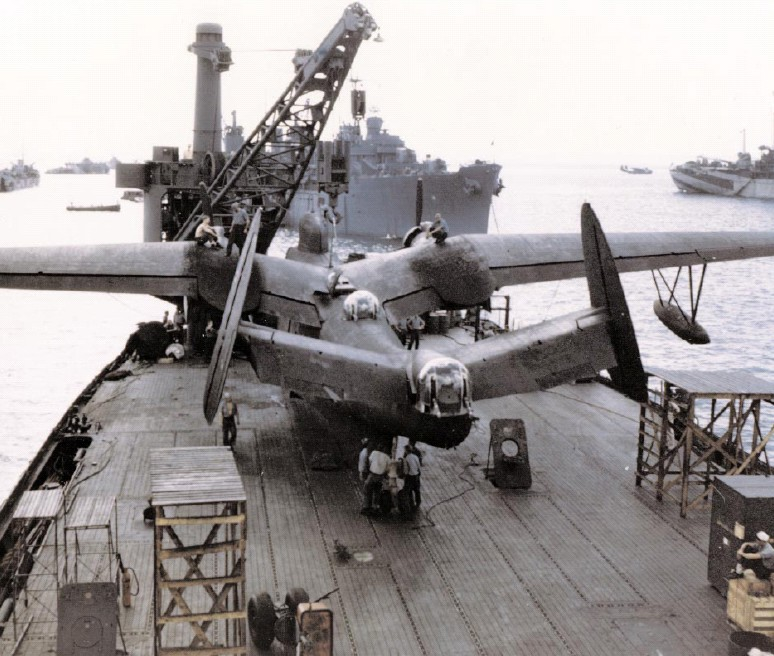
PBMの背面銃塔と尾部銃塔
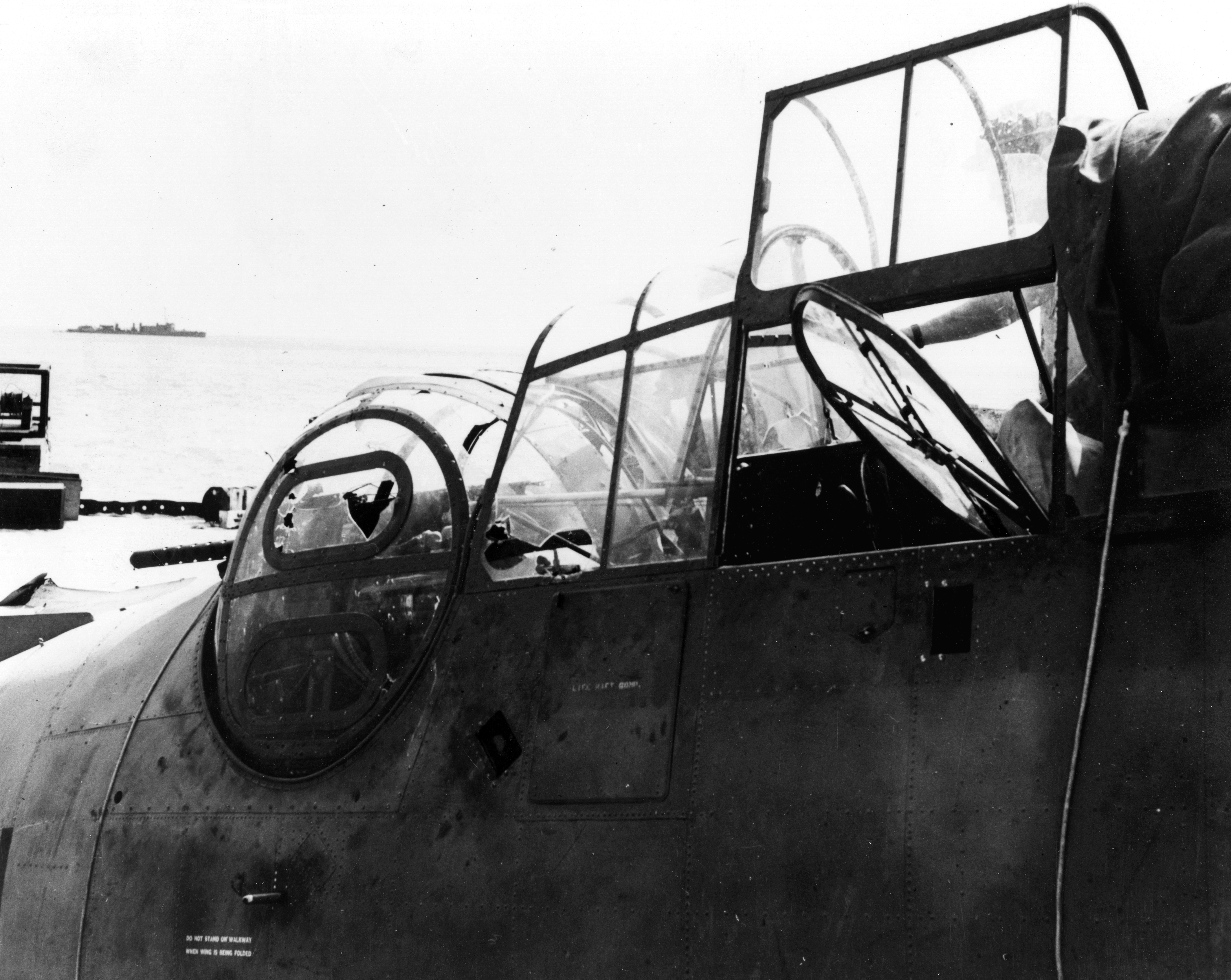
TBFの回転式尾部銃塔

### ソ連・ロシア
ソ連空軍は尾部機銃に関しては保守的姿勢で、現ロシア軍に到っても装備を継続している。
- An-12
- Il-28
- Il-76
- Il-102
- M-4 / 3M
- Pe-8
- Tu-4
- Tu-14
- Tu-16
- Tu-22
- Tu-22M
- Tu-95 / Tu-142

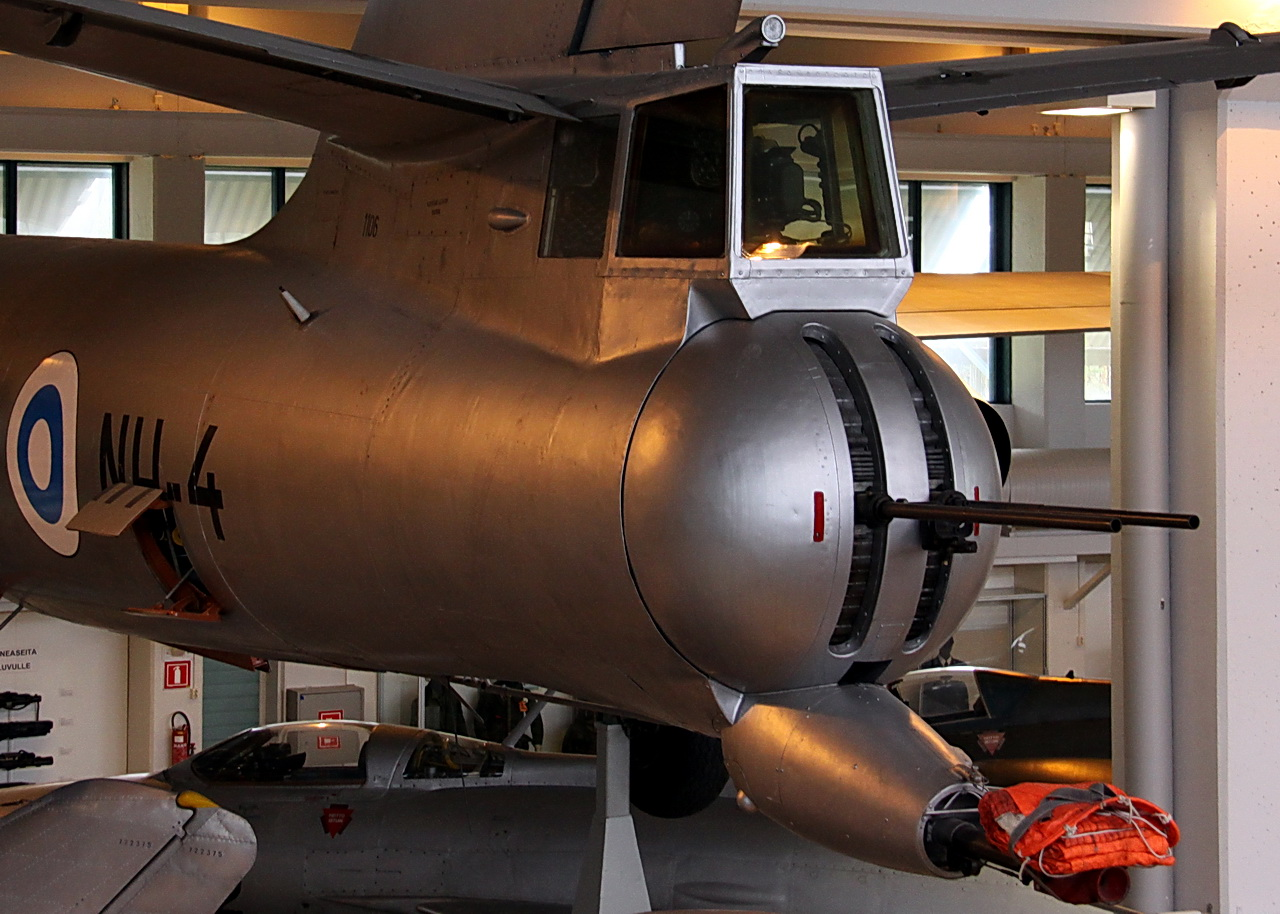
Il-28Rの尾部銃塔
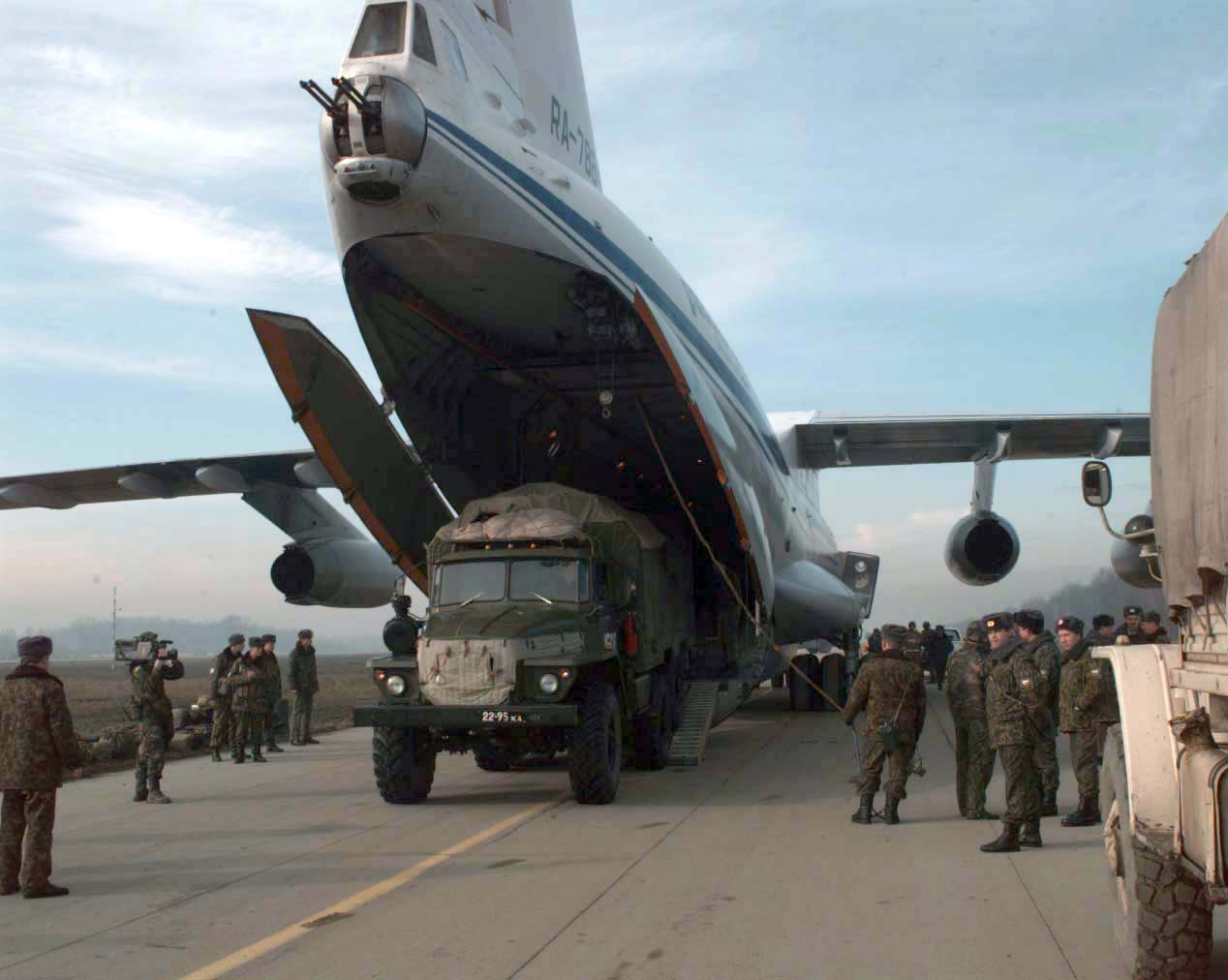
Il-76の尾部銃塔
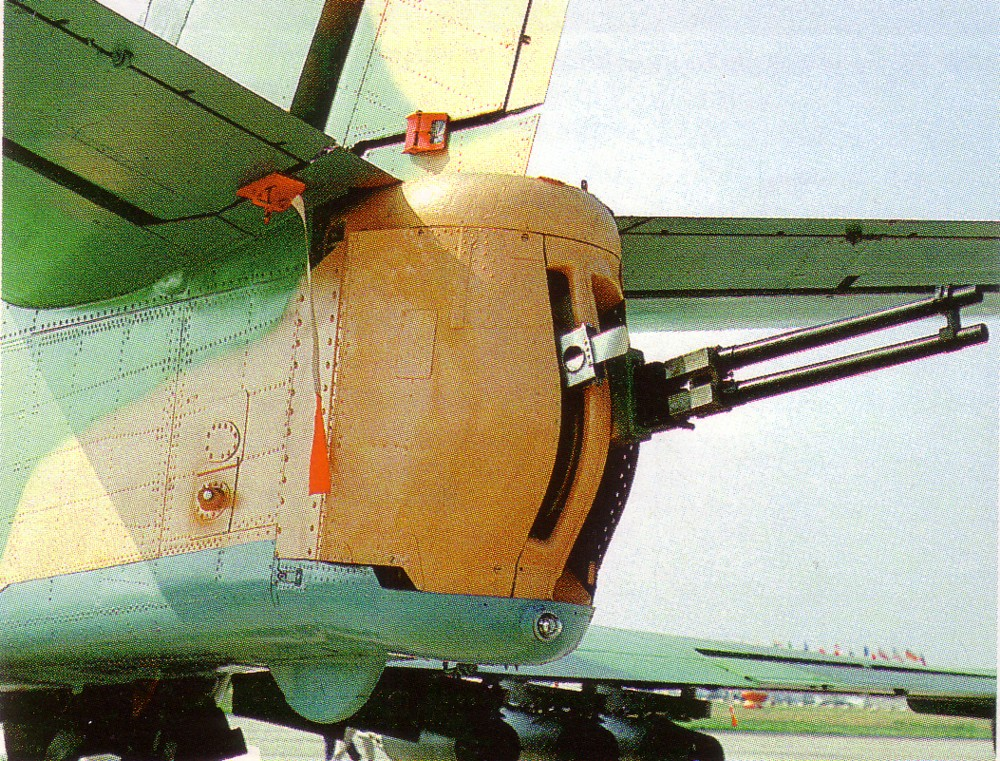
Il-102の遠隔操作式尾部銃塔
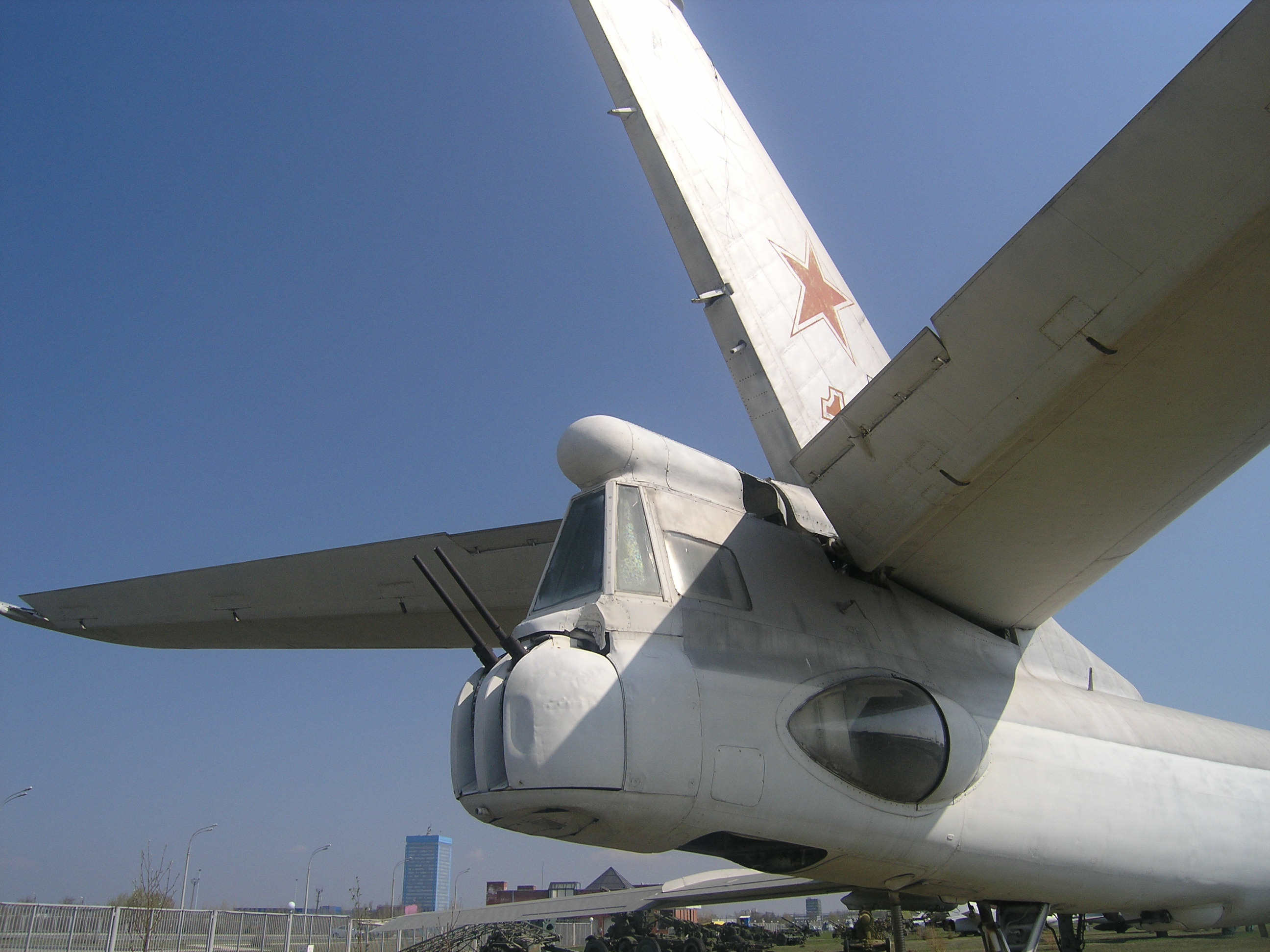
Tu-16の尾部銃塔
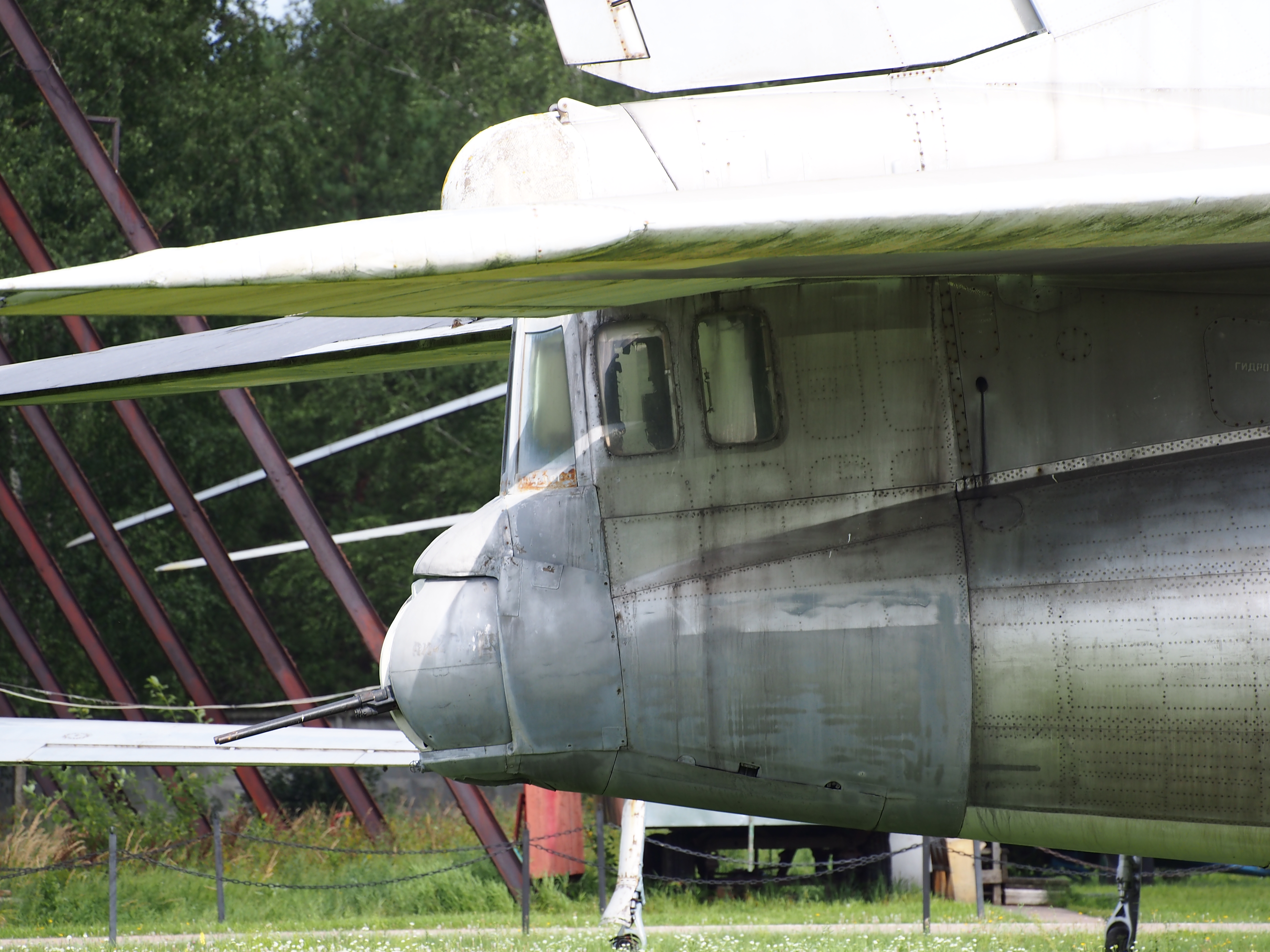
3MDの尾部銃塔
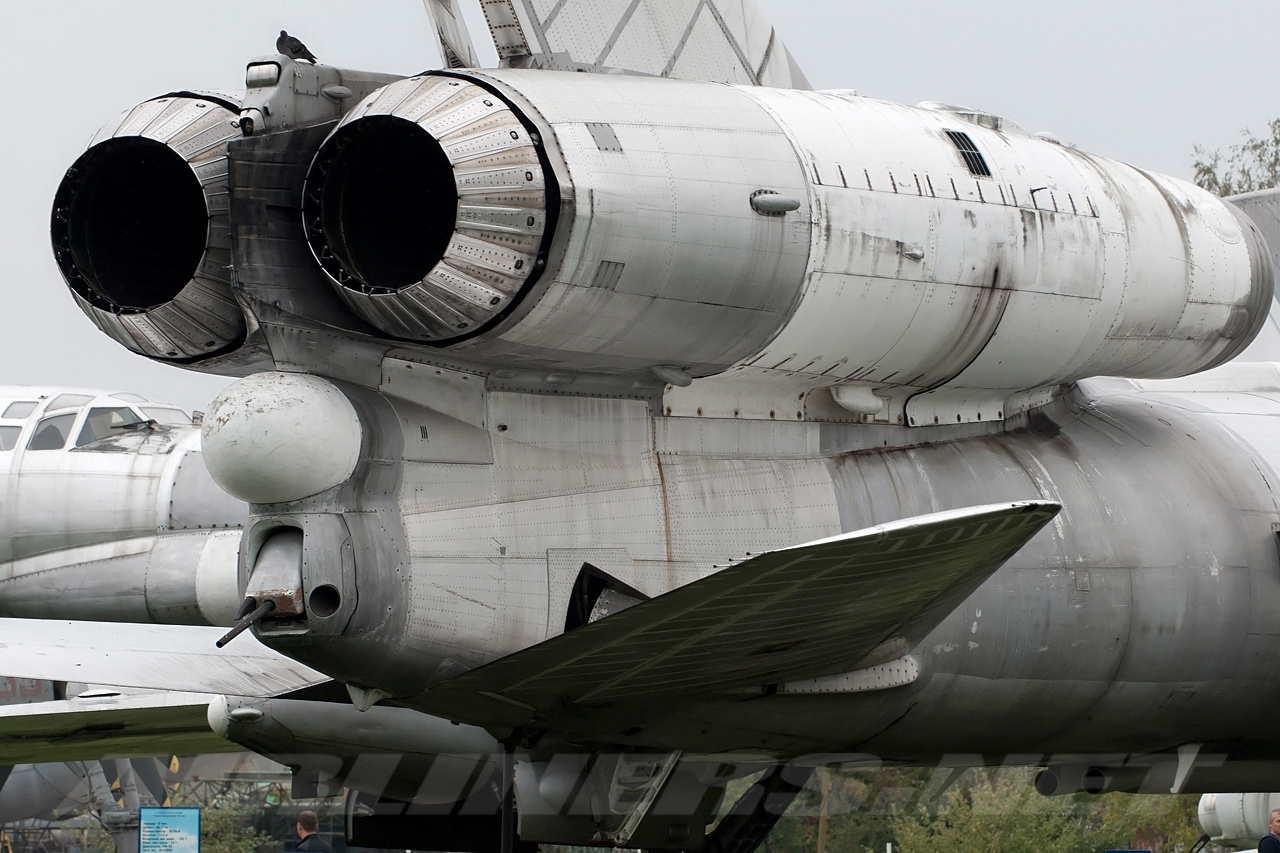
Tu-22の尾部銃塔
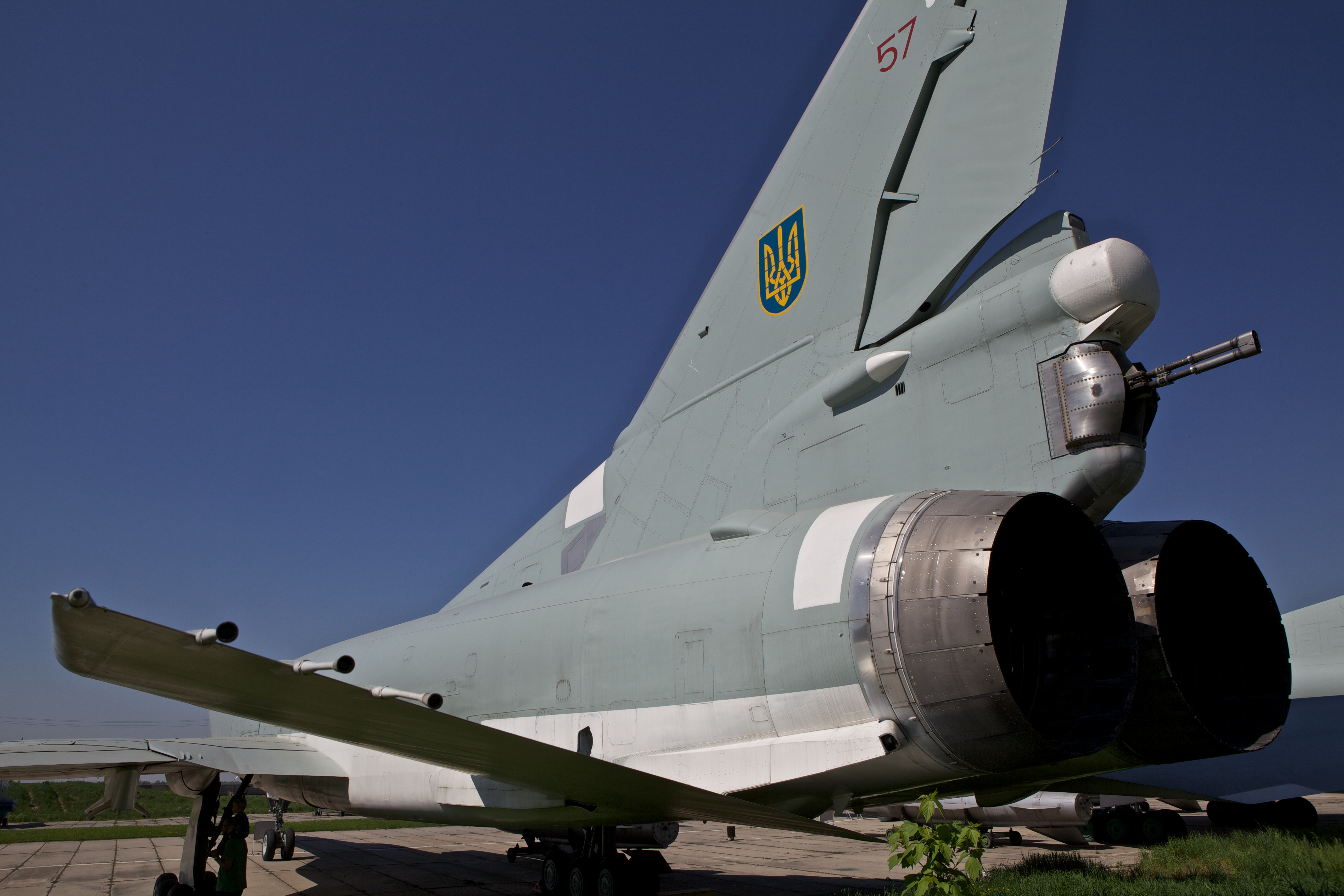
Tu-22Mの尾部銃塔
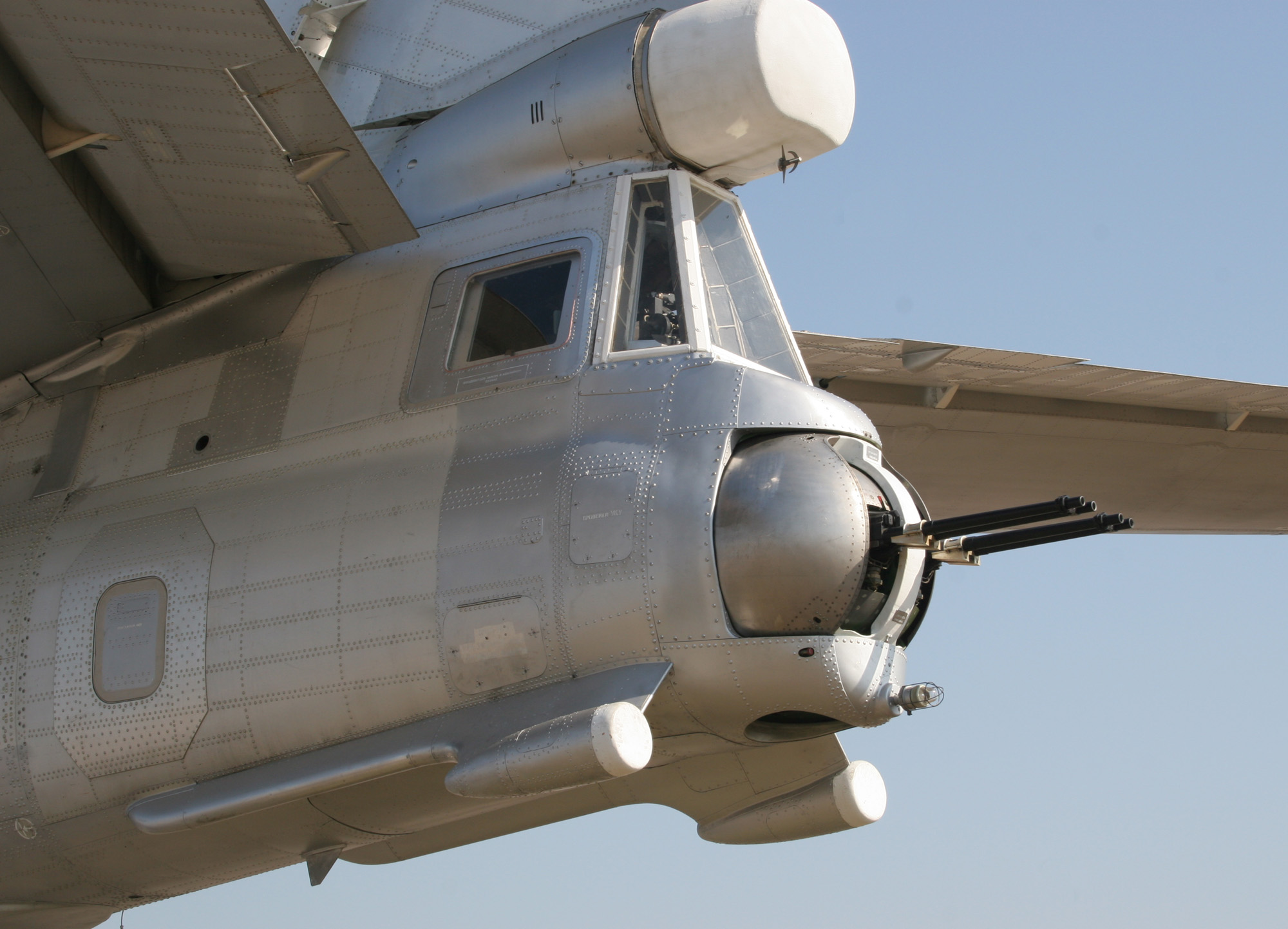
Tu-95MSの尾部銃塔

### 大日本帝国
- 九〇式飛行艇 - 大日本帝国海軍飛行艇

海軍機で初めて尾部銃座を搭載。
- 九七式飛行艇 - 海軍飛行艇

日本の航空機で初めて密閉式の尾部銃座を導入。
- 九七式重爆撃機 - 大日本帝国陸軍重爆撃機

一型乙（キ21-I乙）で日本初の遠隔操作式の無人尾部銃座を採用。また、二型乙（キ21-II乙）では後部背面銃座をホ103 一式十二・七粍旋回機関砲を備える砲塔に換装。
- 九七式軽爆撃機 - 陸軍軽爆撃機
- 九九式襲撃機 - 陸軍襲撃機
- 一〇〇式重爆撃機 呑龍 - 陸軍重爆撃機

陸軍機で初めて有人尾部銃座（砲塔）を採用。ホ1 試製二十粍旋回機関砲を搭載。
- 一式陸上攻撃機 - 海軍陸上攻撃機

海軍の陸上機で初めて尾部銃座を搭載。
- 二式飛行艇 - 海軍飛行艇

尾部銃座に九九式二〇粍機銃を1門搭載。
- 四式重爆撃機 飛龍 - 陸軍重爆撃機

ホ5 二式二十粍旋回機関砲を尾部銃座に搭載。
- キ109 - 四式重爆撃機の派生型である特殊防空戦闘機

ホ501搭載による重量増加で大半の防御銃座は撤去されたが、尾部銃座だけは残された。
- 深山 - 海軍陸上攻撃機

尾部銃塔を搭載し、12.7mm機銃を1丁搭載。
- 連山 - 海軍陸上攻撃機

鹵獲したB-17 フライングフォートレスの尾部銃座を基に、12.7mm連装機銃を装備した動力式の尾部銃座を搭載。

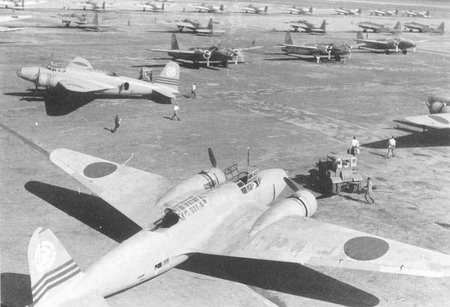
九七式重爆撃機の背面銃座と尾部銃座。側面銃座も見える
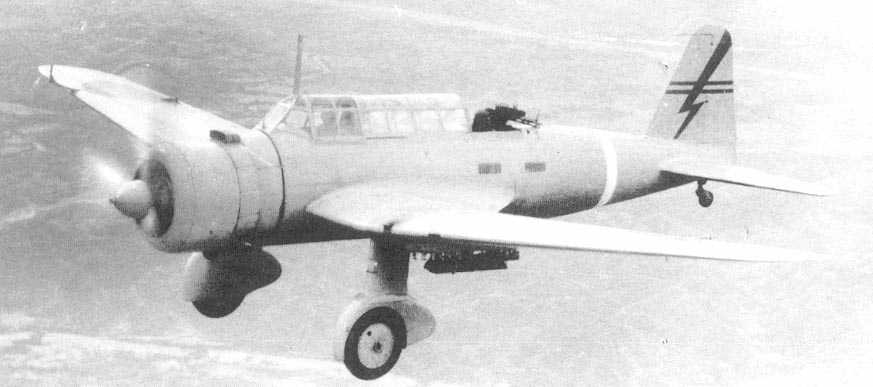
九七式軽爆撃機の後部銃座
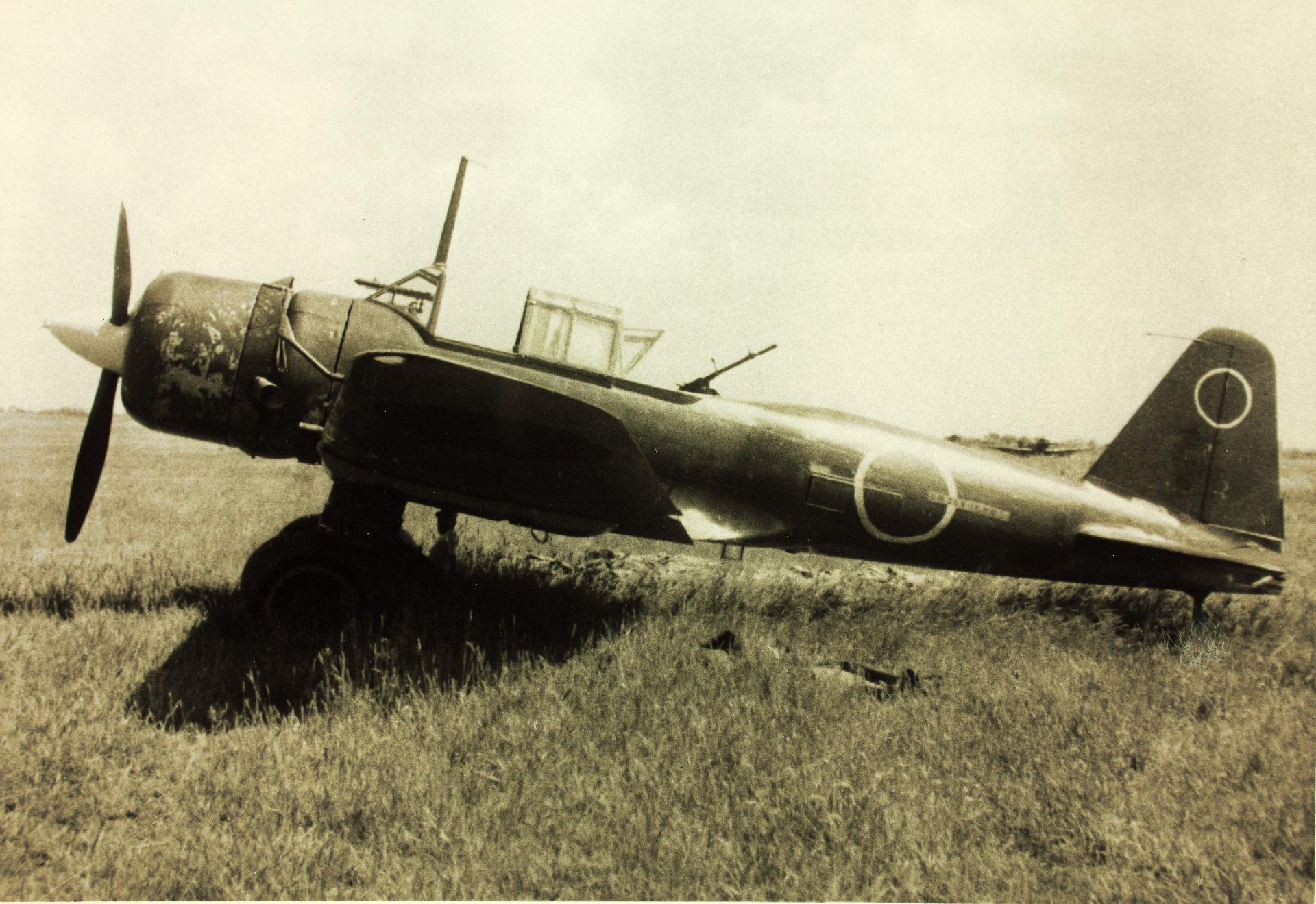
九九式襲撃機の後部銃座
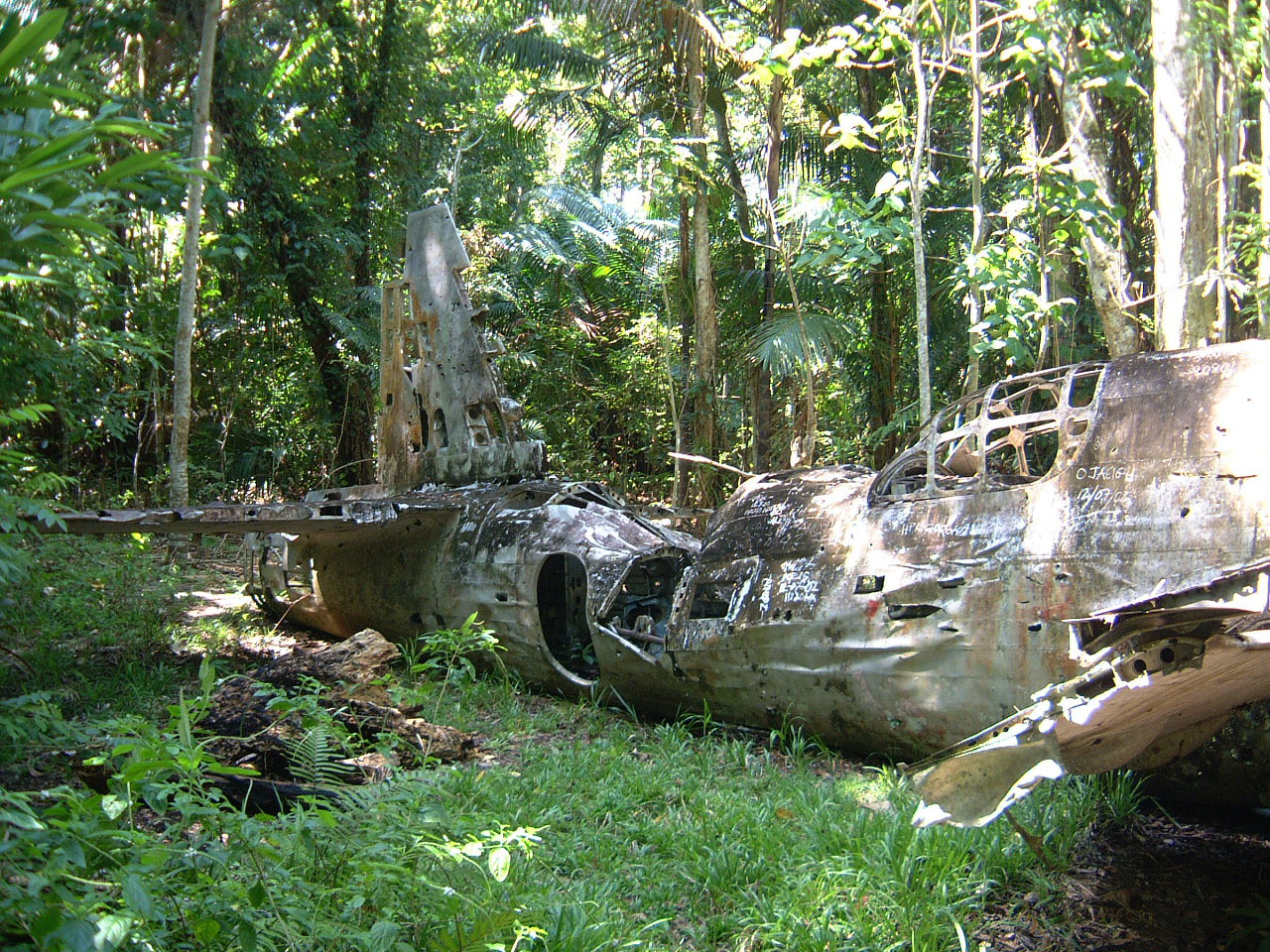
一〇〇式重爆撃機の背面銃座と尾部銃座
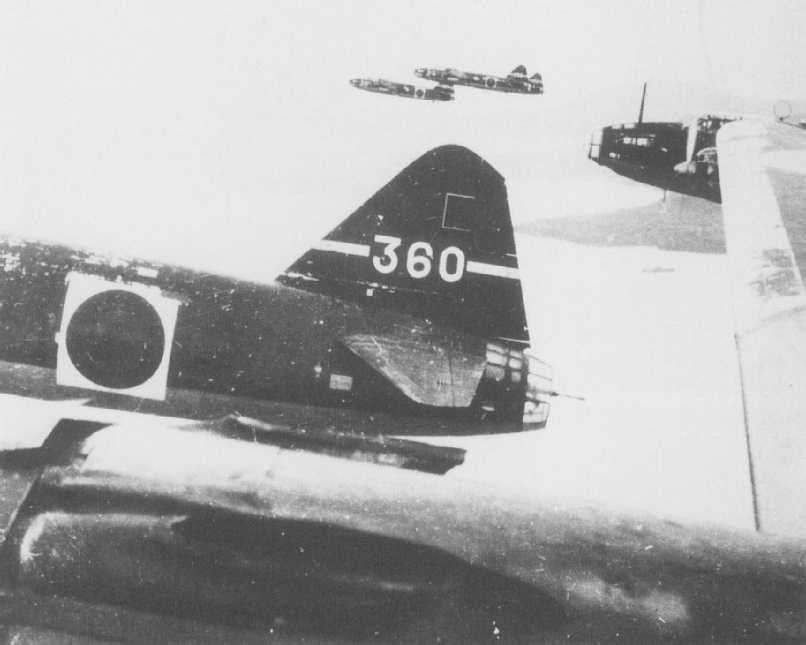
一式陸上攻撃機の尾部銃座
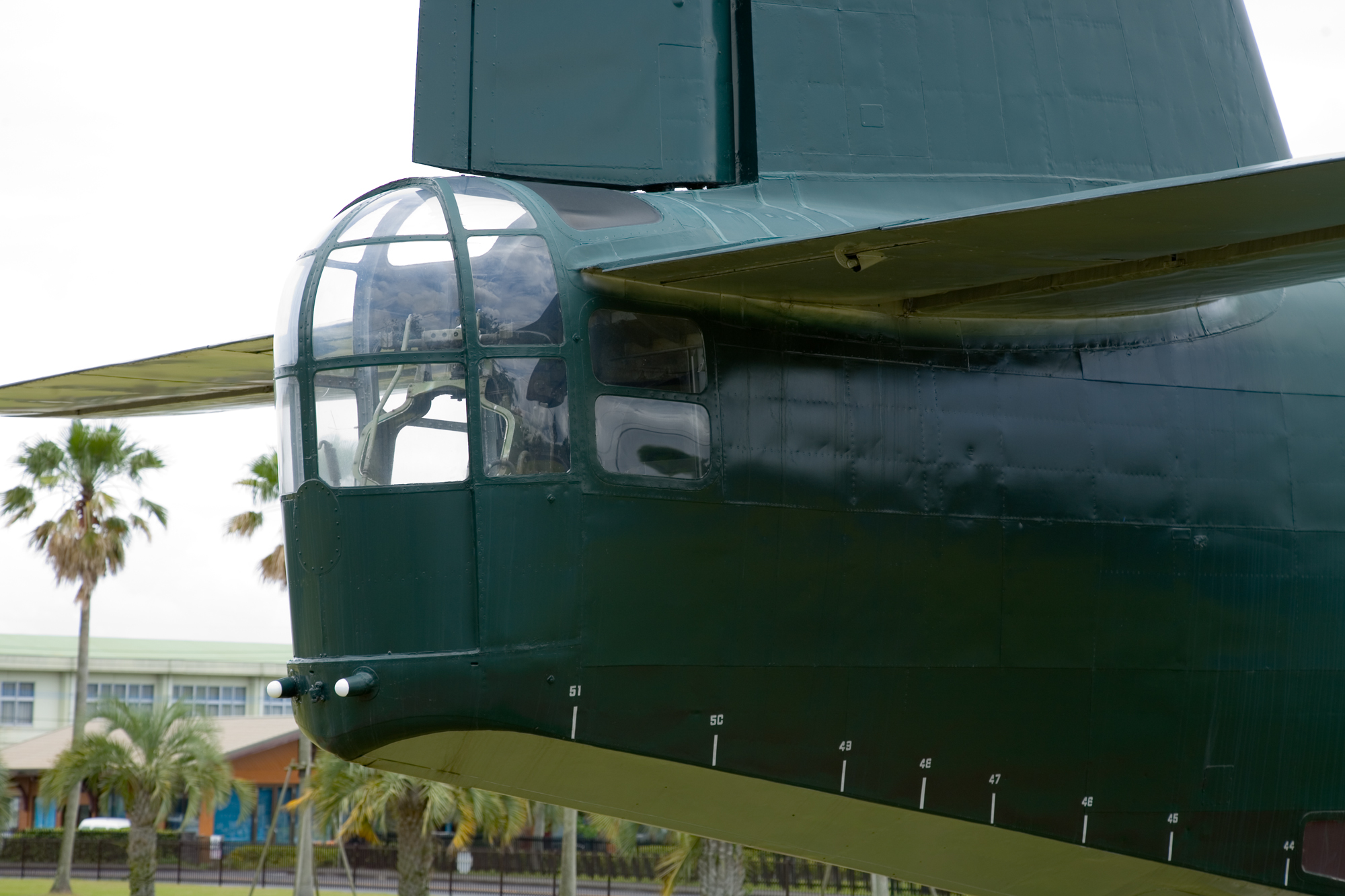
二式飛行艇の尾部銃座
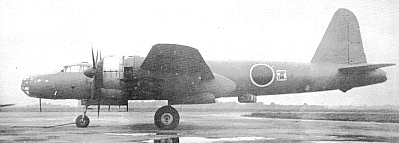
連山の側面からの写真。尾部銃座が見える